# Liste der Biografien/Bin
Liste der Biografien |
Portal Biografien |
Personensuche
# |
A |
B |
C |
D |
E |
F |
G |
H |
I |
J |
K |
L |
M |
N |
O |
P |
Q |
R |
S |
T |
U |
V |
W |
X |
Y |
Z |
?
 
Ba |
Be |
Bd |
Bg |
Bh |
Bi |
Bj |
Bl |
Bm |
Bn |
Bo |
Br |
Bs |
Bu |
Bw |
By |
Bz
 
Bia–Bid |
Bie |
Bif–Bim |
Bin |
Bio |
Bip |
Bir |
Bis |
Bit |
Biu |
Biv |
Biw |
Bix |
Biy |
Biz
Die Liste der Biografien führt alle Personen auf, die in der deutschsprachigen Wikipedia einen Artikel haben. Dieses ist eine Teilliste mit 679 Einträgen von Personen, deren Namen mit den Buchstaben „Bin“ beginnt.

## Bin
- bin Abdul Wahab, Zain-ud-Din (1948–2022), malaysischer Leichtathlet
- Bin Amir, Ibrahim (* 1961), malaysischer Poolbillardspieler
- Bin Daud, Indra Sahdan (* 1979), singapurischer Fußballspieler
- Bin Hafiz, al-Habib Omar bin Mohammed bin Salim (* 1963), jemenitischer Dekan des Dar al Mustafa für Islamische Studien in Tarim, Jemen
- bin Laden, Carmen (* 1947), Schweizer Autorin
- bin Laden, Osama († 2011), saudi-arabischer TerroristOsama bin Laden († 2011)

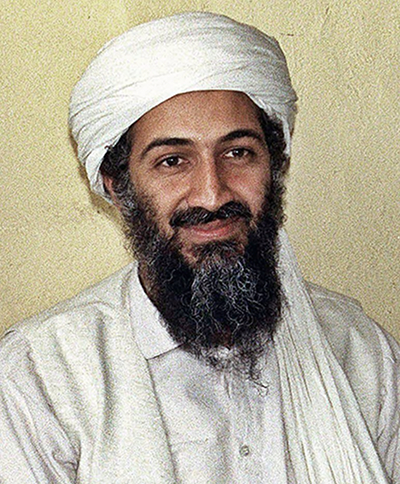
Osama bin Laden († 2011)

- Bin Mubarak, Ahmad Awad (* 1968), jemenitischer Politiker, Premierminister des Jemen
- Bin Qumu, Abu Sufian (* 1959), libyscher Rebellenführer
- Bin Schamlan, Faisal (1934–2010), jemenitischer Politiker
- Bin Scharifa, Muhammad (1930–2018), marokkanischer Wissenschaftler, Rektor der Mohammed-I.-Universität in Oujda, Marokko, Mitglied der Akademie des Königreichs Marokko
- Bin, Émile (1825–1897), französischer Maler und Lokalpolitiker
- Bin, Thierry (* 1991), kambodschanischer Fußballspieler
- Bin, Zhao (* 1956), chinesischer Diplomat
- Bin-Gorion, Emanuel (1903–1987), deutsch-israelischer Schriftsteller und Übersetzer
- Bin-Gorion, Rahel (1879–1955), deutsch-israelische Herausgeberin und Übersetzerin
- Bin-Noun, Aliza, israelische Diplomatin
- Bin-Sattar, Reefat (* 1974), bangladeschischer Schachgroßmeister

### Bina
- Bina, Andrea (* 1967), österreichische Kulturmanagerin, Kunsthistorikerin und Museumsleiterin
- Bina, Eric (* 1964), US-amerikanischer Informatiker
- Bína, Martin (* 1983), tschechischer Radrennfahrer
- Bina, Robbie (* 1983), US-amerikanischer Eishockeyspieler
- Binagwaho, Agnès (* 1955), ruandische Ärztin und Politikerin
- Binaisa, Godfrey (1920–2010), ugandischer Politiker, Präsident von Uganda
- Binakaj, Shqiprim (* 1989), kosovarischer Fußballspieler
- Binali, Turki al- (1984–2017), salafistisch-dschihadistischer Ideologe der Terrormiliz Islamischer Staat
- Binalshibh, Ramzi (* 1972), jemenitischer TerroristRamzi Binalshibh (* 1972)

Ramzi Binalshibh (* 1972)

- Binamé, Charles (* 1949), belgisch-kanadischer Filmregisseur und Drehbuchautor in Québec
- Binapfl, Kilian (* 2000), deutscher Basketballspieler
- Binar, Ivan (* 1942), tschechischer Schriftsteller und Übersetzer
- Binar, Otakar (1931–2024), tschechischer Architekt
- Binard, Arnaud (* 1971), französischer Schauspieler und Filmproduzent
- Binard, Élise (1911–1944), belgische Widerstandskämpferin
- Binas-Preisendörfer, Susanne (* 1964), deutsche Musik- und Kulturwissenschaftlerin, Hochschullehrerin, Kulturpolitikerin und Musikerin
- Binasco, Francesco, oberitalienischer Buchmaler
- Binay, Jejomar (* 1942), philippinischer Politiker
- Binay, Nancy (* 1973), philippinische Politikerin
- Binazzi, Lapo (* 1943), italienischer Designer

### Binc
- Binch, Lloyd (1931–2016), britischer Radsportler
- Binchois, Gilles († 1460), franko-flämischer Komponist, Dichter und Kleriker
- Binchy, Maeve (1939–2012), irische Schriftstellerin und Kolumnistin
- Binck, Jakob († 1569), deutscher Maler und Kupferstecher der Renaissance
- Binckebanck, Lars (* 1969), deutscher Wirtschaftswissenschaftler und Hochschullehrer
- Bincoletto, Pierangelo (* 1959), italienischer Radrennfahrer
- Binczek, Natalie (* 1967), deutsche Germanistin

### Bind

#### Binda
- Binda, Alfredo (1902–1986), italienischer RadrennfahrerAlfredo Binda (1902–1986)
- Binda, Beverley, Maskenbildnerin

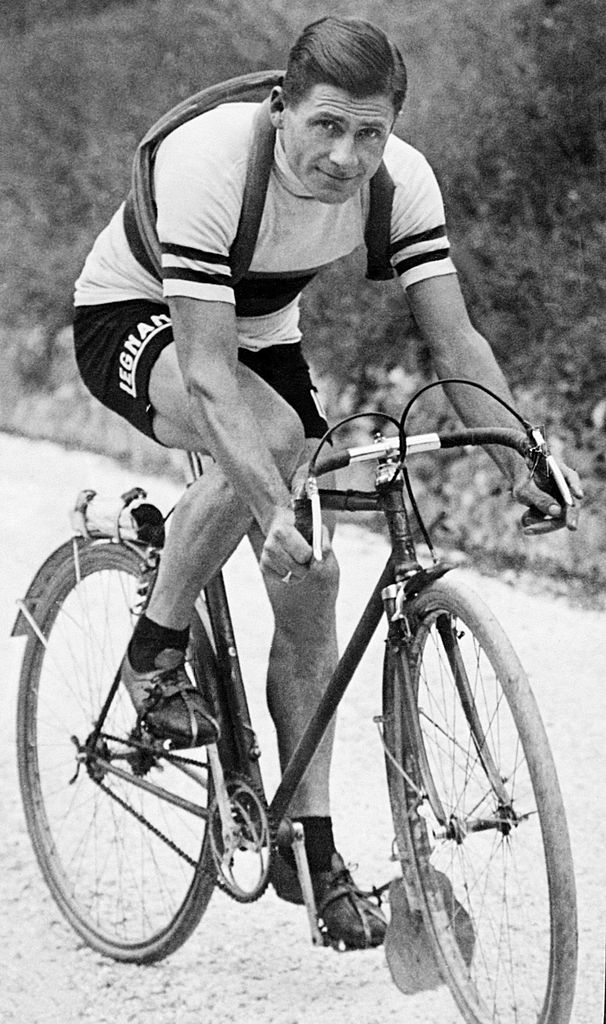
Alfredo Binda (1902–1986)

- Bindan, Günter (1920–1990), deutscher Unternehmer und Wirtschaftspionier

#### Binde
- Binde, Fritz (1867–1921), deutscher Prediger und Evangelist
- Binde, Ruth (1932–2025), Schweizer Presseagentin und Autographensammlerin
- Bindea, Silviu (1912–1992), rumänischer Fußballspieler
- Bindel, Ernst (1890–1974), deutscher Mathematiker und Anthroposoph
- Bindel, Karl (1857–1909), deutscher Bergsteiger
- Bindel, Paul (1894–1973), deutscher Maler, Zeichner und Kunsterzieher
- Bindemann, Deniz (* 2003), deutscher Fußballspieler
- Bindemann, Ernst Christoph (1766–1845), deutscher Lyriker und Übersetzer
- Bindenagel, James D. (* 1949), US-amerikanischer Politikwissenschaftler und ehemaliger Diplomat
- Bindenschu, Rupert (1645–1698), Architekt und Stadtbaumeister in Riga
- Binder von Degenschild, Joseph (1742–1813), österreichischer Feldmarschalleutnant
- Binder von Degenschild, Otto (1871–1921), österreichischer Offizier und Archivar
- Binder von Krieglstein, Eugen (1873–1914), österreichischer Kriegsberichterstatter und Schriftsteller
- Binder, Abraham (1895–1966), US-amerikanischer Komponist
- Binder, Adolphe (* 1969), deutsche Kulturmanagerin und Tanzkuratorin
- Binder, Albert (1928–2002), deutscher Fußballschiedsrichter
- Binder, Albert von (1804–1868), deutscher Geistlicher, Prälat und Generalsuperintendent von Ludwigsburg
- Binder, Alexander (1888–1929), jüdischer Fotograf vermutlich Schweizer Herkunft
- Binder, Alexander (* 1969), österreichischer Filmregisseur, Kameramann und Filmproduzent
- Binder, Alfred, deutscher Sachbuchautor und Sozialarbeiter
- Binder, Alois (* 1857), österreichischer Genre-, Porträt- und Stilllebenmaler
- Binder, Alwin (1934–2017), deutscher Germanist und Literaturwissenschaftler
- Binder, Apollonia (1898–1944), österreichische Hilfsarbeiterin und Widerstandskämpferin
- Binder, Aranka (* 1966), serbische Sportschützin
- Binder, Ariane (* 1974), deutsche Journalistin und Fernsehmoderatorin
- Binder, Arthur (1919–1976), deutscher Schauspieler und Hörspielsprecher
- Binder, Axel (* 1958), deutscher Generalmajor
- Binder, Basilius (1910–1947), deutscher Ordensgeistlicher, Benediktiner und Theologe
- Binder, Bastian, deutscher Baumeister
- Binder, Beate, deutsche Ethnologin
- Binder, Bernhard (1923–2017), deutscher Architekt
- Binder, Brad (* 1995), südafrikanischer MotorradrennfahrerBrad Binder (* 1995)

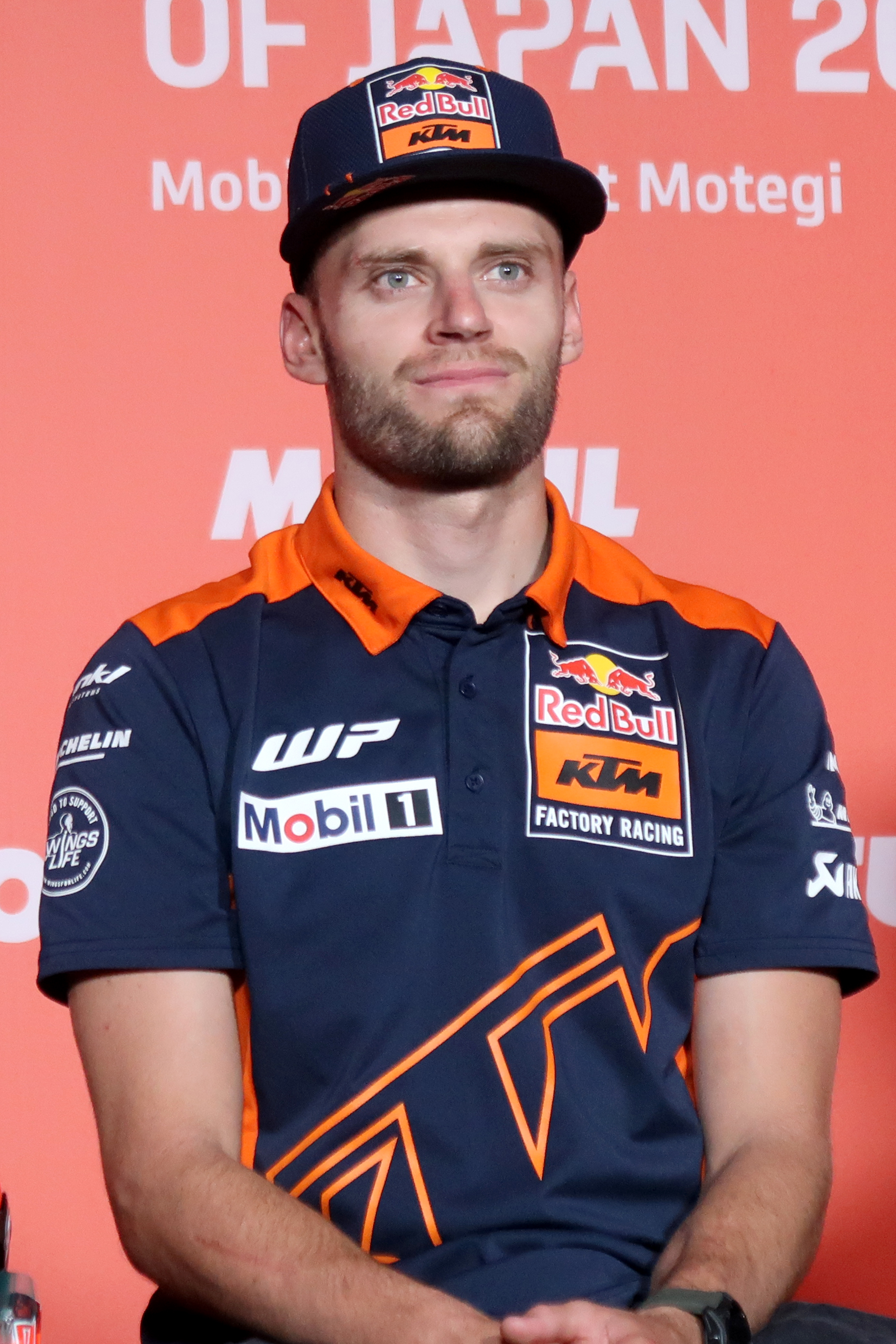
Brad Binder (* 1995)

- Binder, Bruno (* 1948), österreichischer Jurist und Hochschullehrer
- Binder, Carl (1816–1860), österreichischer Komponist und Kapellmeister
- Binder, Carl (1906–1985), Schweizer Art-brut-Maler
- Binder, Christa (* 1947), österreichische Mathematikhistorikerin
- Binder, Christian (1741–1823), württembergischer Theologe und Pfarrer
- Binder, Christian (* 1983), deutscher Koch
- Binder, Christina (* 1973), österreichische Hochschullehrerin und Rechtswissenschaftlerin
- Binder, Christlieb Siegmund (1723–1789), deutscher Komponist, Cembalist und Organist
- Binder, Christoph (1519–1596), evangelischer Geistlicher sowie Fürstlich Württembergischer Rat
- Binder, Christoph (* 1951), österreichischer Bibliothekar
- Binder, Claudia R. (* 1966), schweizerisch-kanadische Nachhaltigkeitsforscherin
- Binder, Claudia Ulla (* 1959), deutsche Improvisationsmusikerin (Piano, Komposition)
- Binder, Darryn (* 1998), südafrikanischer Motorradrennfahrer
- Binder, David (1893–1917), deutscher Fußballspieler
- Binder, David (1931–2019), US-amerikanischer Journalist und Buchautor
- Binder, Dieter-Anton (* 1953), österreichischer Historiker und HochschullehrerDieter-Anton Binder (* 1953)

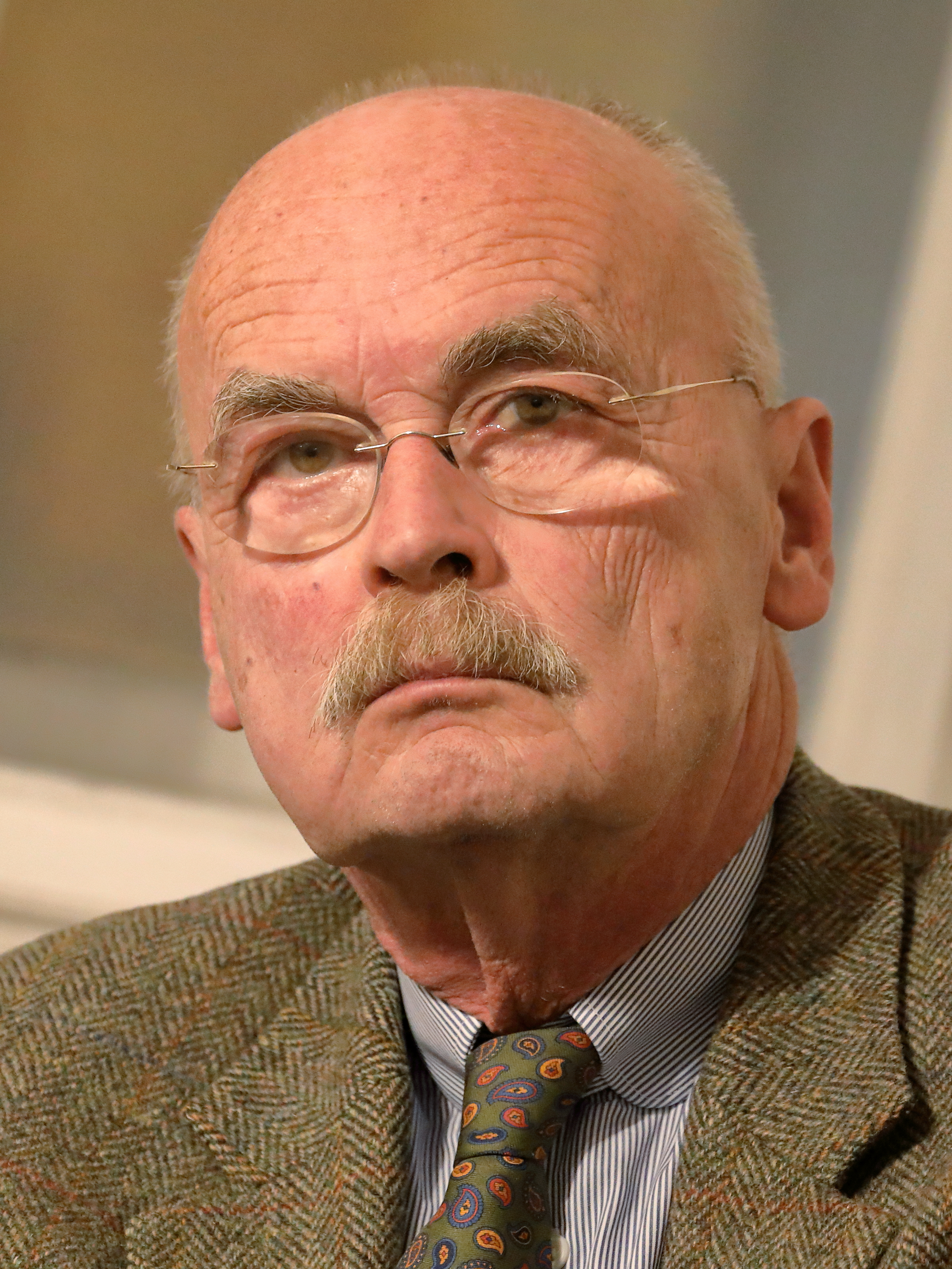
Dieter-Anton Binder (* 1953)

- Binder, Earl Andrew (1904–1965), US-amerikanischer Schriftsteller
- Binder, Eberhard (1854–1907), Schweizer Politiker
- Binder, Eberhard (1924–1998), deutscher Grafiker, Illustrator und Buchgestalter
- Binder, Elfriede (* 1927), deutsche Illustratorin
- Binder, Elisabeth (* 1951), Schweizer Schriftstellerin
- Binder, Elisabeth (* 1971), österreichische Medizinerin und Neurowissenschaftlerin
- Binder, Emil (* 1901), deutscher Kommunalpolitiker der NSDAP
- Binder, Erich (1947–2023), österreichischer Violinist und Dirigent
- Binder, Ernst M. (1953–2017), österreichischer Dichter, Dramatiker und Theaterregisseur
- Binder, Erwin (1932–1999), deutscher DBD-Funktionär, MdV
- Binder, Eukarius († 1527), täuferischer Sendbote und Märtyrer
- Binder, Felix (* 1977), deutscher Regisseur und Drehbuchautor
- Binder, Florian (* 2003), österreichischer Fußballspieler
- Binder, Franz (1824–1875), siebenbürgisch-sächsischer Afrika-Forscher, Händler und Sammler
- Binder, Franz (1828–1914), deutscher Journalist, Publizist und Historiker
- Binder, Franz (1881–1944), österreichischer Polizist und Politiker (CS), Abgeordneter zum Nationalrat, Landtagsabgeordneter, Mitglied des Bundesrates
- Binder, Franz (1911–1989), österreichischer Fußballspieler, -sektionsleiter und -trainer
- Binder, Franz (1921–1997), österreichischer Politiker (SPÖ)
- Binder, Franz (1924–2013), österreichischer Unternehmer
- Binder, Franz (* 1950), rumänisch-österreichischer Lied-, Oratorien- und Opernsänger (Bariton), Musikpädagoge und Chordirigent
- Binder, Franz (* 1952), deutscher Schriftsteller und Fotojournalist
- Binder, Franz-Josef (1908–1960), österreichischer Motorradrennfahrer
- Binder, Gabriele (* 1961), deutsche Kostümbildnerin
- Binder, Georg († 1545), Schweizer Lehrer, Theaterschaffender und Übersetzer
- Binder, Gerhard (1912–1997), deutscher Grafiker
- Binder, Gerhard (1937–2023), deutscher Altphilologe
- Binder, Gerhild, deutsche Kunstradfahrerin und Fußballspielerin
- Binder, Gottfried (* 1979), deutscher Künstler, Philosoph und Kunsthistoriker
- Binder, Gottlob (1885–1961), deutscher Politiker (SPD), hessischer Staatsminister
- Binder, Gustav (1854–1935), deutscher Feuerwehrmann und Ehrenbürger von Heilbronn
- Binder, Gustav (1910–1947), österreichischer SS-Unterscharführer im KZ Ravensbrück
- Binder, Gustav von (1807–1885), deutscher Gymnasialprofessor und württembergischer Landtagsabgeordneter
- Binder, Hanna (* 1985), deutsche Schauspielerin und Theaterregisseurin
- Binder, Hannes (* 1947), Schweizer Comiczeichner
- Binder, Hanns (1902–1987), deutscher Heimatpfleger, Volksmusikpfleger und Volksliedsammler
- Binder, Hans (1899–1989), Schweizer Psychiater
- Binder, Hans (1924–2005), deutscher Höhlenforscher
- Binder, Hans (* 1948), österreichischer Rennfahrer in der Formel 1
- Binder, Hans (* 1949), deutscher Leichtathlet
- Binder, Hans-Otto (1940–2017), deutscher Historiker, Hochschullehrer und Tübinger Lokalpolitiker
- Binder, Harry H. (* 1934), rumänisch-deutscher Physiker, Chemiker und Autor
- Binder, Hartmut (* 1937), deutscher Germanist und Hochschullehrer
- Binder, Hedwig M. (* 1956), deutsche Übersetzerin
- Binder, Heinrich (* 1947), österreichischer Neurologe
- Binder, Heinrich (* 1950), deutscher Manager
- Binder, Heinz (1943–2024), österreichischer Fußballspieler
- Binder, Heinz-Georg (1929–2009), deutscher evangelischer Bischof
- Binder, Helene (1855–1915), deutsche Lehrerin und Schriftstellerin
- Binder, Herbert (* 1934), deutscher Fußballspieler
- Binder, Herbert (* 1947), österreichischer Paläontologe
- Binder, Hermann (* 1945), rumänischer Orgelbauer und Orgelforscher
- Binder, Hubert (1933–2018), deutscher Kommunalpolitiker (SPD) und Bürgermeister der Stadt Greven
- Binder, Hugo (1893–1960), deutscher Gewerkschafter, NS-Verfolgter und Kommunalpolitiker (KPD)
- Binder, Jakob (1866–1932), deutscher Politiker, MdR
- Binder, Jakob Friedrich (1787–1856), Erster Bürgermeister der Stadt Nürnberg (1821–1853)
- Binder, Johann Friedrich Wilhelm (1857–1898), siebenbürgisch-sächsischer Politiker
- Binder, Joseph (1805–1863), österreichischer Maler
- Binder, Joseph (1898–1972), österreichischer Grafikdesigner
- Binder, Joseph Friedrich Gustav (1897–1991), deutscher Grafiker und Maler
- Binder, Julius (1870–1939), deutscher Rechtsphilosoph
- Binder, Julius (* 1925), Schweizer Politiker (CVP)
- Binder, Jürgen (* 1947), deutscher Politiker (CDU) und Landrat des Landkreises Sigmaringen
- Binder, Karin (* 1957), deutsche Politikerin (Die Linke), MdB
- Binder, Karl Wilhelm Heinrich (1783–1852), württembergischer Politiker und Verwaltungsbeamter
- Binder, Karl-Friedrich (1937–2012), deutscher Politiker, Oberbürgermeister von Schwäbisch Hall
- Binder, Károly (* 1956), ungarischer Pianist und Komponist
- Binder, Karsten, deutscher Hörfunkjournalist
- Binder, Klaus (* 1946), deutscher Lektor und Übersetzer
- Binder, Kurt (1944–2022), österreichischer Physiker
- Binder, Lars (* 1973), deutscher Jazzmusiker (Schlagzeug, Perkussion)
- Binder, Lennart (* 1948), österreichischer Rechtsanwalt und Menschenrechtsaktivist
- Binder, Lili (1919–1999), Schweizer Weberin, Zeichnerin und Grafikerin
- Binder, Ludwig (1881–1958), deutscher Elektrotechniker
- Binder, Ludwig (1911–1968), deutscher Maler und Illustrator
- Binder, Ludwig (1928–1980), deutscher Fotojournalist
- Binder, Lukas (* 1992), deutscher Handballspieler
- Binder, Margarete (1801–1870), deutsche Theaterschauspielerin
- Binder, Margot (* 1977), österreichische Schauspielerin
- Binder, Markus (* 1963), österreichischer Musiker und AutorMarkus Binder (* 1963)

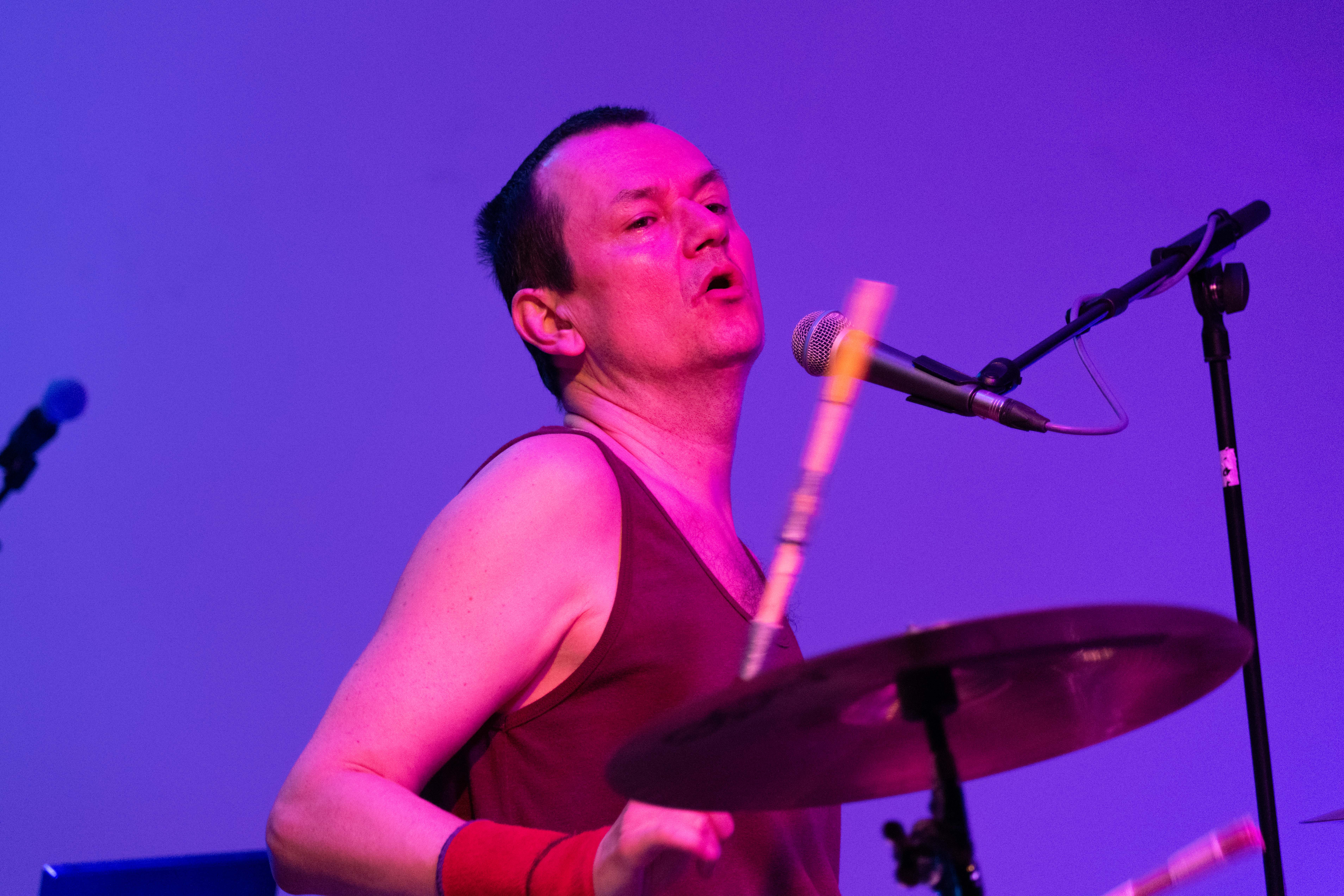
Markus Binder (* 1963)

- Binder, Martin (1849–1904), deutscher Orgelbauer
- Binder, Martin (* 1978), deutscher Ökonom
- Binder, Mascha (* 1978), deutsche Internistin
- Binder, Matthäus (1822–1893), österreichischer Geistlicher, Bischof der österreichischen Diözese St. Pölten
- Binder, Matthias († 1777), barocker Deutschordensbaumeister
- Binder, Matti (* 1998), deutscher Volleyball- und Beachvolleyballspieler
- Binder, Maurice (1925–1991), US-amerikanischer Filmschaffender, Designer der James-Bond-Vorspänne
- Binder, Max (1911–2010), deutscher Politiker (CSU), MdL
- Binder, Max (* 1947), Schweizer Politiker (SVP)
- Binder, Maximilian (1863–1941), württembergischer Verwaltungsbeamter
- Binder, Michael (1920–2002), deutscher Politiker (SPD), MdL
- Binder, Michael (* 1981), deutscher Handballspieler
- Binder, Michael (* 1988), deutscher Jazzmusiker (Saxophone, Komposition)
- Binder, Michael Balthasar (1937–2018), deutscher Maler
- Binder, Mike (* 1958), US-amerikanischer Drehbuchautor, Filmproduzent, Filmregisseur und Schauspieler
- Binder, Moritz (* 1982), deutscher Drehbuchautor
- Binder, Moritz Julius (1877–1947), deutscher Kunsthistoriker, Museumsdirektor und Kunstsammler
- Binder, Nicolas, deutscher EDM-Musiker
- Binder, Nicolas (* 2002), österreichischer Fußballspieler
- Binder, Nicolaus (1738–1799), Jurist und Ratsherr der Hansestadt Lübeck
- Binder, Nicolaus (1785–1865), deutscher Jurist und Hamburger Bürgermeister
- Binder, Nora (* 1984), deutsche SchauspielerinNora Binder (* 1984)

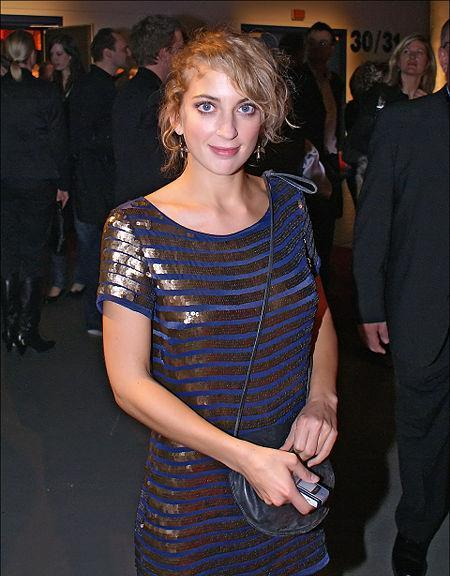
Nora Binder (* 1984)

- Binder, Oliver (* 1985), österreichischer Volleyball-Nationalspieler
- Binder, Oswald († 1527), katholischer Priester, Benediktiner und Abt des Klosters Murrhardt
- Binder, Otto (1910–2005), österreichischer Generaldirektor und Holocaust-Überlebender
- Binder, Otto (1911–1974), US-amerikanischer Schriftsteller
- Binder, Pat (* 1960), argentinische Künstlerin
- Binder, Paul (1902–1981), deutscher Politiker (CDU), MdL
- Binder, Peter (* 1967), österreichischer Neonazi
- Binder, Peter (* 1973), österreichischer Politiker (SPÖ), Landtagsabgeordneter
- Binder, Reinhard (* 1955), deutscher Fußballspieler
- Binder, Reinhold (* 1978), österreichischer Gewerkschafter
- Binder, René (* 1992), österreichischer Automobilrennfahrer
- Binder, Robin (* 1994), deutscher Fußballspieler
- Binder, Roland (* 1940), deutscher Automobilrennfahrer
- Binder, Rolf (1929–2016), Schweizer Berufsoffizier
- Binder, Rudolf (1747–1815), Schweizer Textilunternehmer und Gemeindepräsident
- Binder, Sabine (* 1971), österreichische Politikerin (FPÖ), Landtagsabgeordnete
- Binder, Sandra (* 1985), deutsche Autorin
- Binder, Sascha (* 1983), deutscher Politiker (SPD), MdL
- Binder, Sebastian (1792–1845), österreichischer Opernsänger (Tenor) und Gesangspädagoge
- Binder, Shlomi (* 1975), israelischer Offizier, Leiter des MilitärgeheimdienstesShlomi Binder (* 1975)

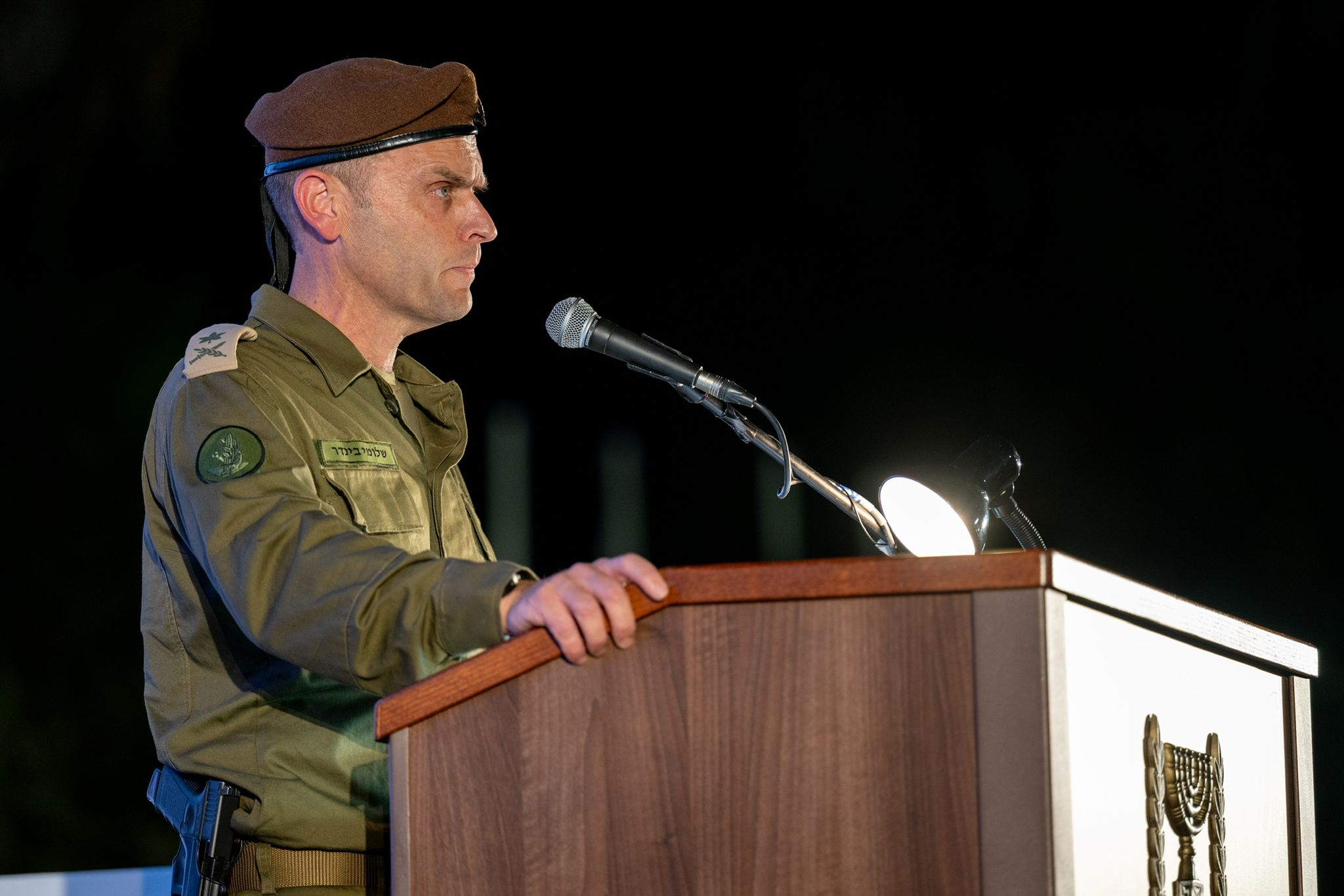
Shlomi Binder (* 1975)

- Binder, Sibylle Luise (1960–2020), deutsche Schriftstellerin
- Binder, Stefan (1907–1997), rumänischer Germanist
- Binder, Stefan (* 1978), deutscher Fußballspieler
- Binder, Stefan (* 1999), österreichischer Fußballspieler
- Binder, Sybille (1895–1962), österreichische Schauspielerin
- Binder, Theodor (1919–2011), deutscher Arzt
- Binder, Thomas (* 1984), österreichischer Film- und Musikproduzent und Kameramann
- Binder, Tony (1868–1944), Orientmaler
- Binder, Ulrich (* 1965), österreichischer Erziehungswissenschaftler
- Binder, Walter (1909–1968), Schweizer Holzschneider, Illustrator, Gebrauchsgrafiker, Buchgestalter und Lehrer
- Binder, Walter (1931–2020), Schweizer Fotograf und Lehrer
- Binder, Wiebke (* 1980), deutsche Fernseh- und HörfunkmoderatorinWiebke Binder (* 1980)

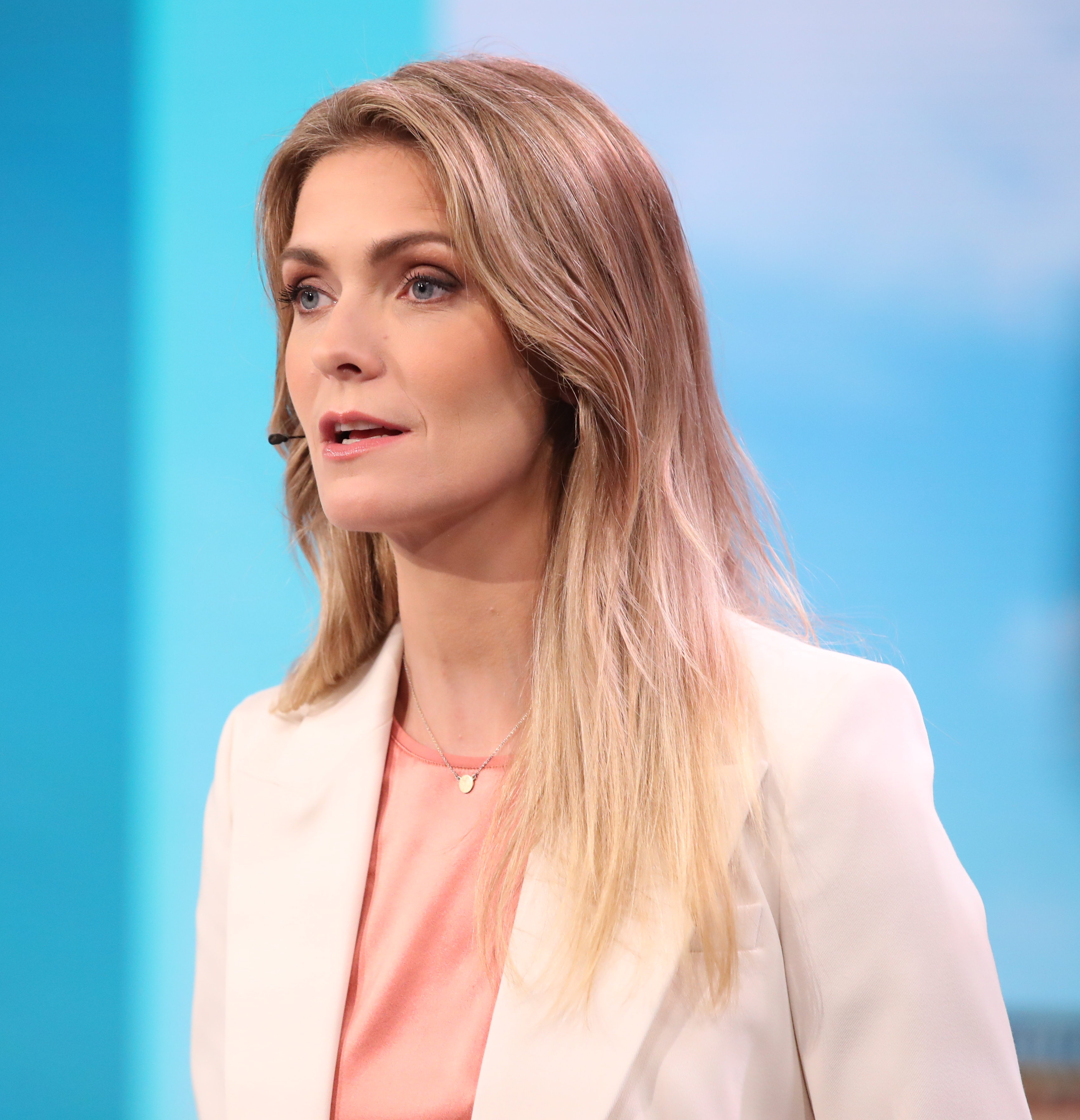
Wiebke Binder (* 1980)

- Binder, Wolfgang (1916–1986), deutscher germanistischer Literaturwissenschaftler
- Binder, Wolfgang (* 1957), deutscher Moderator
- Binder-Gasper, Christiane (1935–2023), deutsche Schriftstellerin
- Binder-Hagelstange, Ursula (1911–2003), deutsche Kunsthistorikerin und Journalistin
- Binder-Keller, Marianne (* 1958), Schweizer Politikerin
- Binder-Krieglstein, Bruno (1908–1990), österreichischer Verwaltungsjurist
- Binder-Krieglstein, Rainer (* 1966), österreichischer Musiker
- Binder-Maier, Gabriele (* 1956), österreichische Politikerin (SPÖ), Abgeordnete zum Nationalrat
- Binder-Scholten, M. M. (1933–2019), rumäniendeutscher Schriftsteller
- Binderbauer, Michl (* 1969), österreichisch-US-amerikanischer Physiker
- Bindernagel, Gertrud (1894–1932), deutsche Opernsängerin (Sopran)
- Bindernagel, Kurt (* 1930), deutscher Fußballspieler
- Binderup, Charles Gustav (1873–1950), US-amerikanischer Politiker
- Bindesbøll, Gottlieb (1800–1856), dänischer Architekt und Hochschullehrer
- Bindesbøll, Johanne (1851–1934), dänische Textilkünstlerin und Geschäftsfrau
- Bindesbøll, Thorvald (1846–1908), dänischer Architekt und Kunstgewerbler
- Bindewald, Else († 1921), deutsche Krankenschwester
- Bindewald, Eugen (1846–1922), deutscher Stadtplaner
- Bindewald, Friedrich (1862–1940), deutscher Kunstmaler und Politiker, MdR
- Bindewald, Karl (1816–1872), deutscher Politiker, Landtagsabgeordneter Großherzogtum Hessen
- Bindewald, Ludwig (1854–1893), deutscher Verwaltungsjurist und Landrat
- Bindewald, Theodor (1829–1880), deutscher Pfarrer, Heimatforscher und Schriftsteller
- Bindewald, Uwe (* 1968), deutscher FußballspielerUwe Bindewald (* 1968)

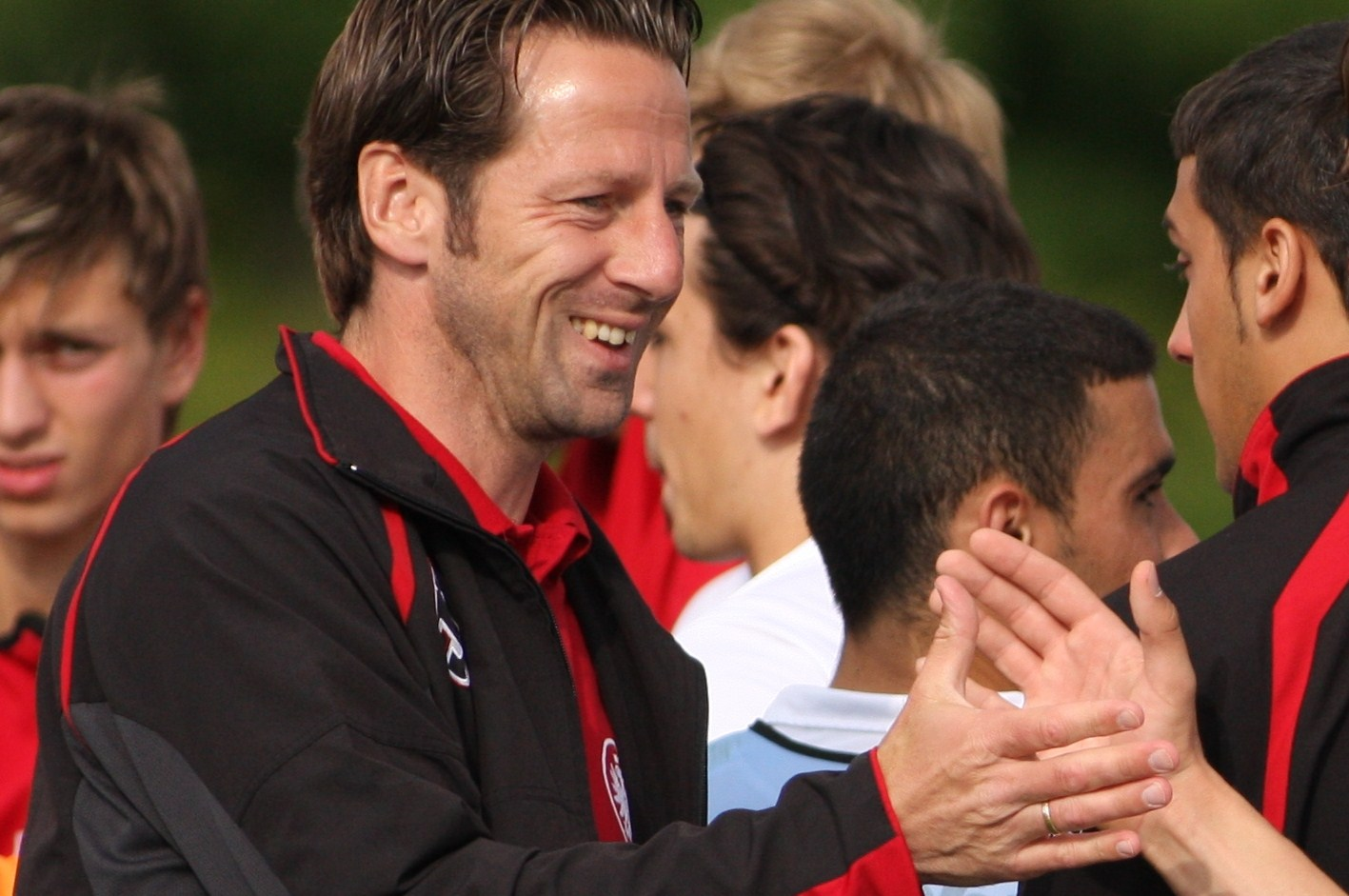
Uwe Bindewald (* 1968)

#### Bindh
- Bindhammer, Andreas (* 1973), deutscher Wettkampfkletterer
- Bindhammer, Christian (* 1976), deutscher Wettkampfkletterer
- Bindheim, Johann Jacob (1740–1825), deutscher Apotheker und Chemiker

#### Bindi
- Bindi, Clara (* 1927), italienische Schauspielerin
- Bindi, Emanuele (* 1981), italienischer Radsportler
- Bindi, Fernando (* 1938), san-marinesischer Politiker
- Bindi, Giovanni († 1750), italienischer Opernsänger (Soprankastrat)
- Bindi, Rosy (* 1951), italienische Politikerin, Mitglied der Camera, MdEP
- Bindi, Umberto (1932–2002), italienischer Liedermacher
- Bindig, Marlene (* 1997), deutsche Turnerin
- Bindig, Rudolf (* 1940), deutscher Politiker (SPD), MdB
- Bindiger, Emily (* 1955), amerikanische Schauspielerin und Sängerin
- Binding, Conrad (1846–1933), deutscher Bierbrauer und Unternehmer, Gründer der Binding-Brauerei
- Binding, Georg Christoph (1807–1877), deutscher Jurist und Politiker der Freien Stadt Frankfurt
- Binding, Günther (* 1936), deutscher Kunsthistoriker
- Binding, Karl (1841–1920), deutscher Jurist, Professor für Strafrecht
- Binding, Kurt (1904–1971), deutscher Verwaltungsjurist, Regierungspräsident in Hildesheim und SS-Oberführer
- Binding, Lothar (* 1950), deutscher Politiker (SPD), MdB
- Binding, Rudolf G. (1867–1938), deutscher SchriftstellerRudolf G. Binding (1867–1938)

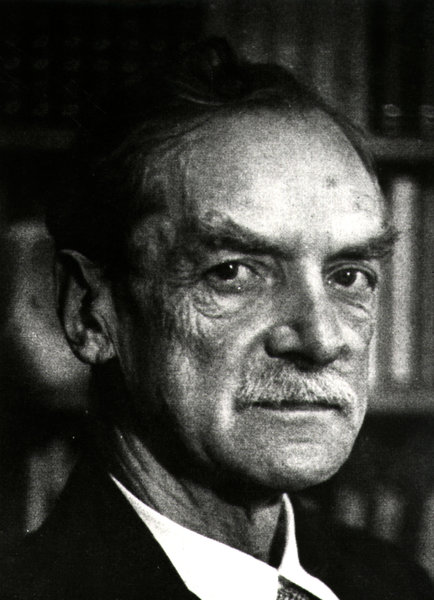
Rudolf G. Binding (1867–1938)

- Binding, Stephanie (* 1978), deutsche Malerin, Grafikerin und Bildhauerin
- Binding, Tim (* 1947), deutsch-britischer Autor
- Binding, Wilhelm Peter (1772–1834), Politiker Freie Stadt Frankfurt
- Binding, Wolfgang (* 1937), deutscher Bildhauer und Grafiker

#### Bindl
- Bindl, Andreas (1928–2010), deutscher Bildhauer
- Bindl, Roswitha (* 1965), deutsche Fußballspielerin
- Bindlechner, Michael (* 1957), österreichischer Regisseur, Kameramann und Produzent
- Bindler, S. R. (* 1970), Regisseur, Filmproduzent, Drehbuchautor, Kameramann, Filmeditor und Schauspieler

#### Bindm
- Bindman, David (* 1963), US-amerikanischer Jazzmusiker
- Bindman, Eleonor (* 1965), US-amerikanische Pianistin und Lehrerin

#### Bindn
- Bindnagel, Denis (* 1979), deutscher Fußballspieler

#### Bindo
- Bindon, Jenny (* 1973), amerikanisch-neuseeländische Fußballspielerin
- Bindon, Tyler (* 2005), neuseeländischer Fußballspieler

#### Bindr
- Bindra, Abhinav (* 1982), indischer Sportschütze in der Disziplin Luftgewehr
- Bindrich, Falko (* 1990), deutscher Schachspieler
- Bindrich, Karsten (* 1973), deutscher Sportschütze
- Bindrich, Sarah (* 1997), deutsche Sportschützin
- Bindrim, Johann Georg (1650–1678), deutscher evangelischer Theologe
- Bindrim, Johann Jacob (* 1696), deutscher Bildhauer

#### Binds
- Bindsbergen, Frits Van (* 1960), niederländischer Radrennfahrer
- Bindschadler, Robert, US-amerikanischer Glaziologe
- Bindschedler, Emma (1852–1900), Schweizer Malerin und Kunstpädagogin
- Bindschedler, Ida (1854–1919), Schweizer Lehrerin und Kinder- und JugendbuchautorinIda Bindschedler (1854–1919)

Ida Bindschedler (1854–1919)

- Bindschedler, Johann Jakob (1792–1860), Schweizer Politiker
- Bindschedler, Maria (1920–2006), bedeutende Mediävistin
- Bindschedler, Robert (1844–1901), Schweizer Chemiker und Industrieller
- Bindschedler, Rudolf (1915–1991), Schweizer Jurist, Hochschullehrer, Diplomat und Oberst
- Bindschedler, Rudolf Gottfried (1883–1947), Schweizer Jurist, Bankier, Kunstsammler und Philanthrop
- Bindschedler, Trinette (1825–1879), Schweizer Diakonisse
- Bindschedler-Robert, Denise (1920–2008), Schweizer Völkerrechtlerin, Richterin am Europäischen Gerichtshof für Menschenrechte
- Bindseil, Ernst (1880–1947), deutscher Seeoffizier, zuletzt Konteradmiral der Reichsmarine
- Bindseil, Heinrich Ernst (1803–1876), deutscher Bibliothekar und Historiker
- Bindseil, Ilse (* 1945), deutsche Autorin und Redakteurin
- Bindseil, Reinhart (1935–2024), deutscher Diplomat
- Bindseil, Ulrich (* 1969), deutscher Volkswirt

#### Bindt
- Bindtner, Berta (1889–1977), österreichische Grafikerin, Radiererin und Malerin

#### Bindu
- Bindu (* 1941), indische Schauspielerin
- Bindusara, Herrscher der Maurya-Dynastie

### Bine
- Bineau, Edouard (* 1969), französischer Jazzpianist
- Binebine, Ahmed Chouqui (* 1946), marokkanischer Bibliothekar
- Binebine, Mahi (* 1959), marokkanischer Maler, Bildhauer und frankophoner Schriftsteller
- Bineesh, V. B. (* 1987), indischer Sprinter
- Binelli Mantelli, Luigi (* 1950), italienischer Offizier, Generalstabschef der italienischen Streitkräfte
- Binemann-Zdanowicz, Dawid (* 1949), polnischer Anwalt und Sozialaktivist
- Binemeciyan, Aghavni-Zabel (1865–1915), armenische Schauspielerin
- Binemeciyan, Rupen (1857–1912), armenischer Schauspieler
- Binenbaum, Janko (1880–1956), Komponist
- Binental, Leopold (1886–1944), polnischer Musikwissenschaftler und -pädagoge
- Biner, Franziska (* 1986), Schweizer Politikerin
- Biner, Joseph (1697–1766), Schweizer katholischer Theologe, Jesuit und Kanonist
- Biner, Jürg (* 1964), Schweizer Freestyle-Skisportler
- Bines, Thomas († 1826), US-amerikanischer Politiker
- Binet, Alfred (1857–1911), französischer PsychologeAlfred Binet (1857–1911)

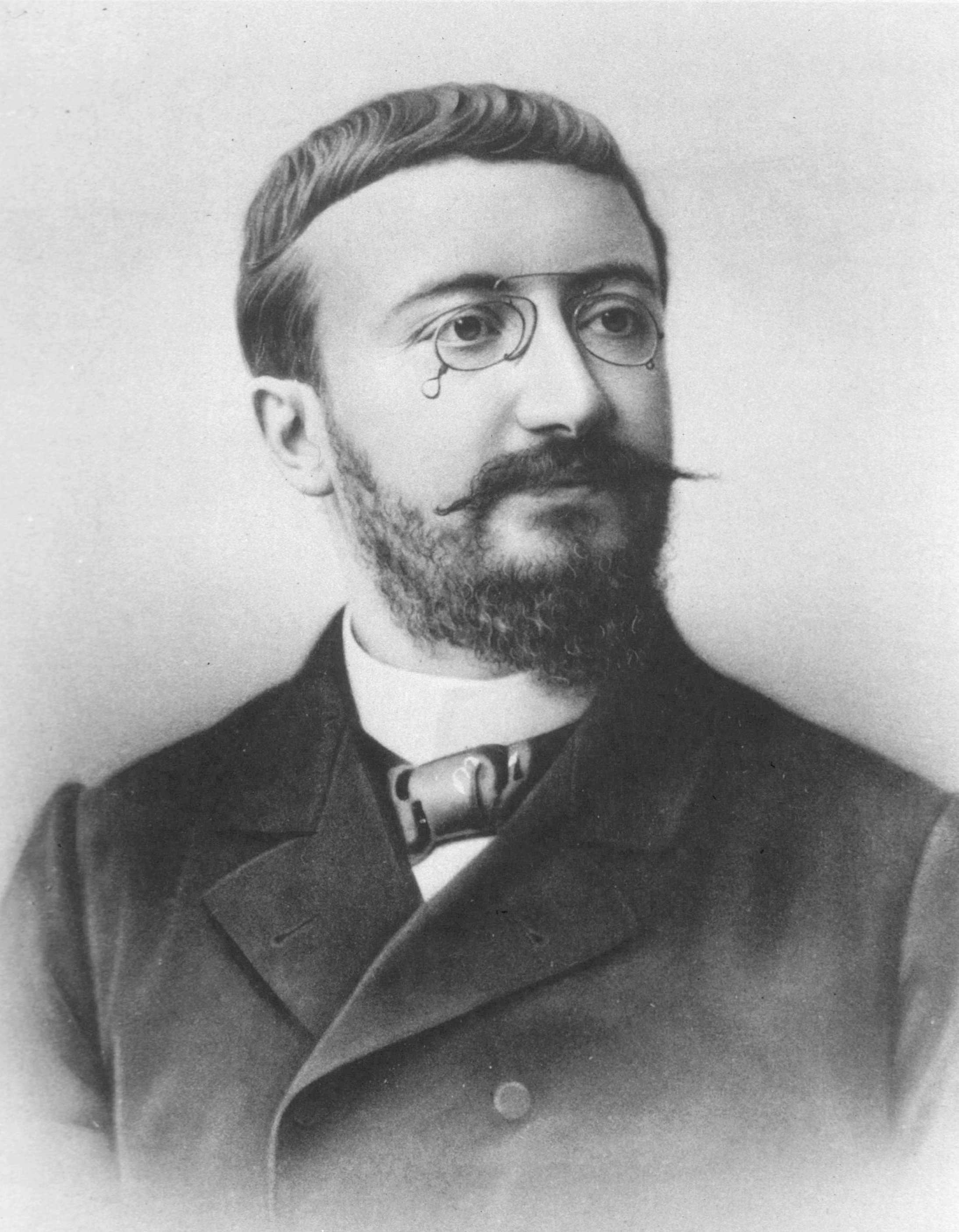
Alfred Binet (1857–1911)

- Binet, Catherine (1944–2006), französische Filmemacherin und Redakteurin
- Binet, Charles (1869–1936), französischer Geistlicher, Erzbischof von Besançon und Kardinal der römisch-katholischen Kirche
- Binet, Christian (* 1947), französischer Comiczeichner
- Binet, Erwann (* 1972), französischer Politiker, Mitglied der Nationalversammlung
- Binet, Hélène (* 1959), Schweizer Fotografin
- Binet, Jacques Philippe Marie (1786–1856), französischer Mathematiker
- Binet, Jean (1893–1960), Schweizer Komponist und Musiker
- Binet, Jocelyne (1923–1968), kanadische Komponistin, Pianistin und Musikpädagogin
- Binet, Laurent (* 1972), französischer SchriftstellerLaurent Binet (* 1972)

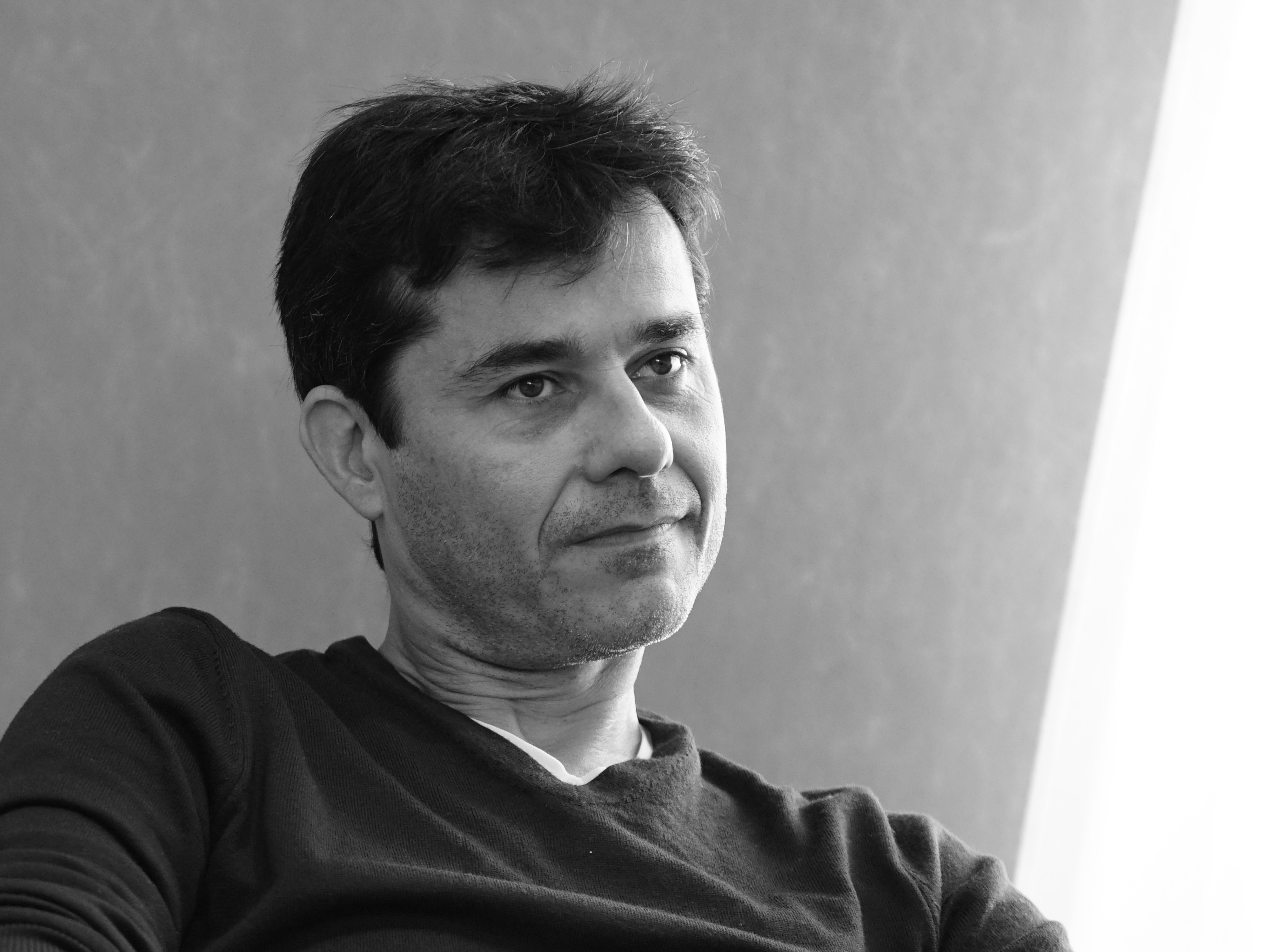
Laurent Binet (* 1972)

- Binet, René (1866–1911), französisch Architekt
- Binet, Sophie (* 1982), französische Gewerkschafterin
- Binet-Sanglé, Charles (1868–1941), fränzosischer Militärarzt und Psychologe
- Bineth, Meir Max (1917–1954), israelischer Spion
- Binétruy, Pierre (1955–2017), französischer Physiker
- Binetsch, Uli (* 1961), deutscher Musiker (Posaune, Dirigat)
- Binetti, Anna, venezianische Tänzerin und Choreografin
- Binetti, Carlo (1931–2014), Schweizer Manager, Politiker und Fußballtrainer
- Binetti, Paola (* 1943), italienische Politikerin und Psychiaterin
- Binetti, Steve (* 1966), deutscher Komponist und Musiker
- Binew, Slawtscho (* 1965), bulgarischer Sportler und Politiker, MdEP
- Biney, Ama, ghanaisch-britische Historikerin
- Biney, Maame (* 2000), ghanaisch-US-amerikanische Shorttrackin

### Binf
- Binford, Laurence Charles (1935–2009), US-amerikanischer Ornithologe
- Binford, Lewis (1931–2011), US-amerikanischer Archäologe

### Bing
- Bing, Abraham (1752–1841), deutscher Rabbiner
- Bing, Benno (1874–1942), deutscher Kaufmann und Theaterdirektor
- Bing, Berthold (1847–1915), deutscher Politiker, Förderer von Rudolf Diesel und Unternehmer
- Bing, Carmella (* 1981), US-amerikanische PornodarstellerinCarmella Bing (* 1981)

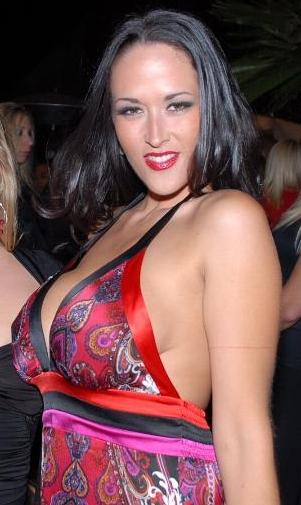
Carmella Bing (* 1981)

- Bing, Dave (* 1943), US-amerikanischer Basketballspieler und Politiker
- Bing, Doug (1928–2013), englischer Fußballspieler
- Bing, Emil (1855–1932), deutscher Schauspieler, Theaterregisseur und Komiker
- Bing, Fritz (1882–1942), deutscher römisch-katholischer Rechtsanwalt und Opfer des Holocaust
- Bing, Geoffrey (1909–1977), britischer Jurist und Politiker (Labour Party)
- Bing, Gerhard (1934–2006), deutscher Flottillenadmiral
- Bing, Gertrud (1892–1964), deutsche Kunstwissenschaftlerin
- Bing, Hans (1889–1939), deutscher Arzt und Politiker (SPD)
- Bing, Henry (1888–1965), französischer Zeichner, Lithograf und Maler
- Bing, Herman (1889–1947), deutscher Schauspieler
- Bing, Herman Meyer (1845–1896), dänischer Politiker, Zeitungsverleger und Geschäftsmann
- Bing, Ignaz (1840–1918), deutscher Industrieller und Höhlenforscher
- Bing, Ilse (1899–1998), deutsche Fotografin
- Bing, Jacob Herman (1811–1896), dänischer Verleger und Unternehmer
- Bing, Jon (1944–2014), norwegischer Science-Fiction-Schriftsteller und JuristJon Bing (1944–2014)

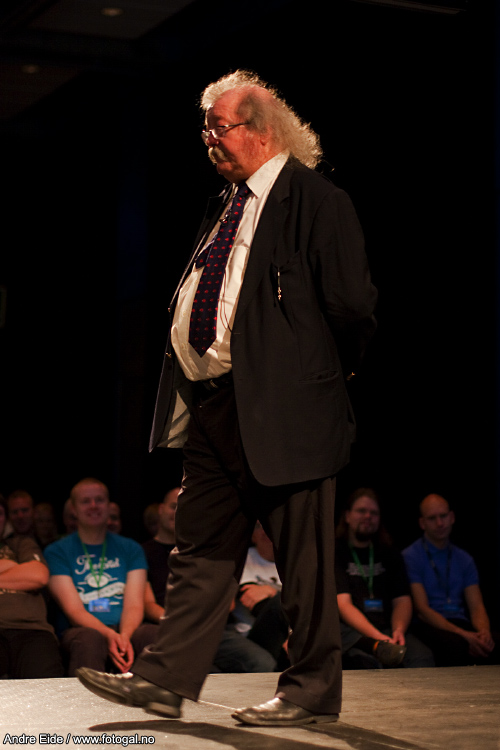
Jon Bing (1944–2014)

- Bing, Karl (1858–1930), deutscher Architekt
- Bing, Max (1885–1945), deutscher Schauspieler und Hörspielregisseur
- Bing, Meyer Herman (1807–1883), dänischer Buchverleger und Unternehmer
- Bing, Moritz (1875–1947), jüdischer Rechtsanwalt
- Bing, Peter (* 1955), US-amerikanischer Klassischer Philologe
- Bing, Portia (* 1993), neuseeländische Leichtathletin
- Bing, R. H. (1914–1986), US-amerikanischer Mathematiker
- Bing, Richard (1909–2010), deutsch-amerikanischer Kardiologe
- Bing, Robert (1878–1956), deutsch-schweizerischer Neurologe
- Bing, Rudolf (1902–1997), österreichisch-britischer Operndirektor
- Bing, Siegfried (1838–1905), deutsch-französischer Kunstsammler und -händler
- Bing, Simon (1517–1581), landgräflich-hessischer Rat und Politiker
- Bing, Thomas (* 1990), deutscher Skilangläufer
- Bing, Tommy (1931–2015), englischer Fußballspieler
- Bing, Valentin (1812–1895), niederländischer Historienmaler, Genremaler, Interieurmaler und Porträtmaler, Zeichner und Lithograf
- Bing, Wilhelm (* 1943), deutscher Verleger und Journalist
- Binga, Estêvão (* 1966), angolanischer römisch-katholischer Geistlicher, Bischof von Ganda
- Bingaman, Jeff (* 1943), US-amerikanischer Politiker (Republikanische Partei)
- Binge, Günter (* 1947), deutscher Sänger, Gesangspädagoge und Hochschullehrer
- Binge, Ronald (1910–1979), britischer Komponist
- Bingel, Adolf (1879–1953), deutscher Internist, Neurologe und Neuroradiologe
- Bingel, Adolf (1901–1982), deutsch-amerikanischer Internist, Neurologe und Psychiater
- Bingel, Horst (1933–2008), deutscher Schriftsteller, Lyriker und Grafiker
- Bingel, Kurt (1906–1966), deutscher Mediziner und Hochschullehrer
- Bingel, Rudolf (1882–1945), Vorstandsvorsitzender der Siemens-Schuckertwerke
- Bingel, Ulrike (* 1975), deutsche Medizinerin und Hochschullehrerin
- Bingel, Werner A. (1922–2011), deutscher Chemiker (Theoretische Chemie, Physikalische Chemie)
- Bingelhelm, Simon († 1600), deutscher Serienmörder
- Bingelis, Eitvydas (* 1988), litauischer Politiker, Vizeminister für Soziales
- Bingemer, Reiner Claus (1926–2018), deutscher Versicherungskaufmann und Manager
- Bingemer, Simone (* 1959), deutsche Portraitmalerin
- Bingen, Dieter (* 1952), deutscher Politologe
- Bingen, Jacques (1908–1944), französisches Résistancemitglied
- Bingen, Jean (1920–2012), belgischer Klassischer Philologe
- Bingen, Kazım (* 1912), türkischer Radrennfahrer
- Bingener, Andreas (* 1959), deutscher Historiker
- Bingener, Dirk (* 1972), deutscher römisch-katholischer Priester, Präsident von missio Aachen, Präsident des Kindermissionswerks „Die Sternsinger“
- Bingener, Ingeborg (1922–2001), deutsche Autorin und Politikerin (Tierschutzpartei)
- Bingenheim, Johann IV. von († 1574), Abt des Klosters Limburg an der Haardt
- Bingenheimer, Heinz (1923–1964), deutscher Autor
- Bingenheimer, Sandra (* 1987), deutsche Florettfechterin
- Bingenheimer, Silke, deutsche Basketballspielerin
- Binger, Felicia (* 1993), deutsche Schauspielerin
- Binger, Louis-Gustave (1856–1936), französischer Offizier und Afrikaforscher
- Binger, Michael (* 1976), US-amerikanischer Pokerspieler
- Binger, Nick (* 1982), US-amerikanischer Pokerspieler
- Binger, Ray (1888–1970), US-amerikanischer Kameramann und Spezialeffektkünstler
- Binger, William B., US-amerikanischer Offizier, Generalmajor der US Air Force
- Bingert, Héctor (* 1944), uruguayischer Jazz- und Unterhaltungsmusiker (Saxophon, Flöte, Komposition)
- Bingert, Jens (* 1971), deutscher Dirigent und Chordirektor
- Binggeli, René (1941–2007), Schweizer Radsportler
- Binggeli, Silvia, Schweizer Journalistin und diplomierte Übersetzerin
- Binggeli, Vinzenz (* 1993), Schweizer Politiker (SP und Juso)
- Bingham, Billy (1931–2022), nordirischer Fußballspieler und -trainer
- Bingham, Bob (1946–2025), US-amerikanischer Schauspieler und Sänger
- Bingham, Cecil Edward (1861–1934), britischer Offizier der British Army, Generalmajor
- Bingham, David (* 1989), US-amerikanischer Fußballspieler
- Bingham, Edward (1881–1939), britischer Marineoffizier (zuletzt Konteradmiral) und Autor
- Bingham, Eugene Cook (1878–1945), US-amerikanischer Chemiker und Pionier der modernen Rheologie
- Bingham, Francis Richard (1863–1935), britischer Offizier der British Army, Generalmajor
- Bingham, Geoffrey (1919–2009), australischer Schriftsteller
- Bingham, George Caleb (1811–1879), Maler des US-amerikanischen Realismus und Politiker
- Bingham, George, 3. Earl of Lucan (1800–1888), britischer Feldmarschall und Politiker
- Bingham, George, 5. Earl of Lucan (1860–1949), britischer Offizier und Politiker der Conservative Party, Unterhausabgeordneter, Oberhausmitglied
- Bingham, George, 8. Earl of Lucan (* 1967), britischer Peer
- Bingham, Harry (* 1967), britischer Schriftsteller
- Bingham, Henry H. (1841–1912), US-amerikanischer Politiker
- Bingham, Hiram (1789–1869), amerikanischer Missionar in Hawaii
- Bingham, Hiram (1875–1956), US-amerikanischer Archäologe, Forschungsreisender und PolitikerHiram Bingham III. (1875–1956)

Hiram Bingham III. (1875–1956)

- Bingham, Hiram II. (1831–1908), amerikanischer Missionar in Hawaii
- Bingham, Hiram IV. (1903–1988), amerikanischer Diplomat und Flüchtlingshelfer
- Bingham, James M. (1828–1885), US-amerikanischer Politiker
- Bingham, John (1815–1900), US-amerikanischer Politiker (Republikanische Partei)
- Bingham, John, 7. Earl of Lucan (* 1934), britischer Adliger
- Bingham, Jonathan Brewster (1914–1986), US-amerikanischer Politiker
- Bingham, Kate (* 1965), britische Biochemikerin und Wagniskapitalgeberin
- Bingham, Khamica (* 1994), kanadische Sprinterin
- Bingham, Kinsley (1808–1861), US-amerikanischer Politiker
- Bingham, Margot (* 1988), US-amerikanische Schauspielerin und Singer-Songwriterin
- Bingham, Michael (* 1981), englischer Fußballspieler
- Bingham, Michael (* 1986), britischer Leichtathlet
- Bingham, Rakish (* 1993), englischer Fußballspieler
- Bingham, Robert (1966–1999), US-amerikanischer Schriftsteller
- Bingham, Robert Worth (1871–1937), US-amerikanischer Diplomat und Politiker
- Bingham, Rowland (1872–1942), britisch-kanadischer Geistlicher, Missionar und Schriftsteller
- Bingham, Ryan (* 1981), US-amerikanischer MusikerRyan Bingham (* 1981)

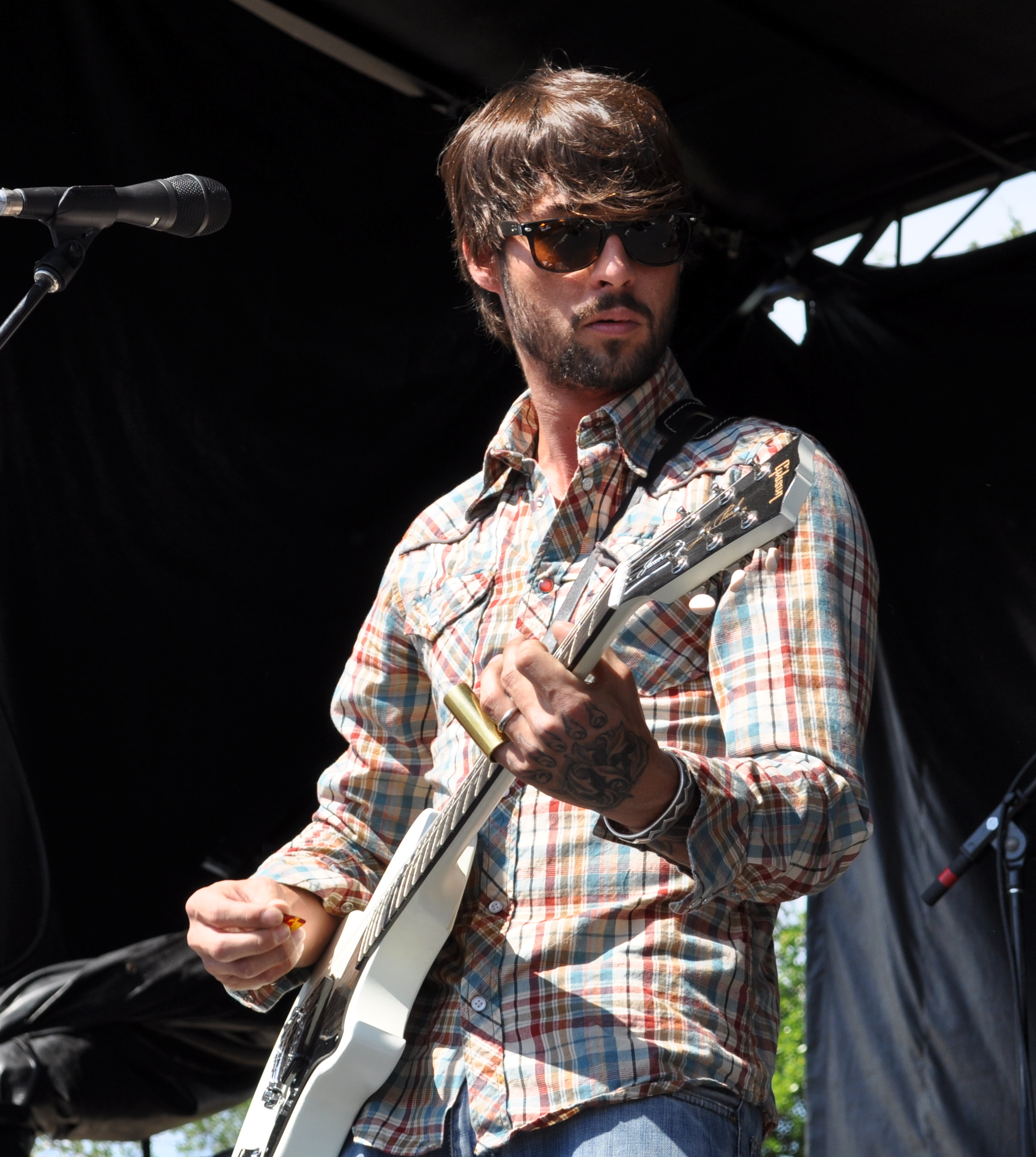
Ryan Bingham (* 1981)

- Bingham, Seth (1882–1972), US-amerikanischer Komponist, Organist und Musikpädagoge
- Bingham, Sheila (1947–2009), britische Epidemiologin und Ernährungsforscherin
- Bingham, Stuart (* 1976), englischer Snookerspieler
- Bingham, Thomas Henry (1933–2010), britischer Richter und Jurist
- Bingham, Traci (* 1968), US-amerikanisches Model und eine SchauspielerinTraci Bingham (* 1968)

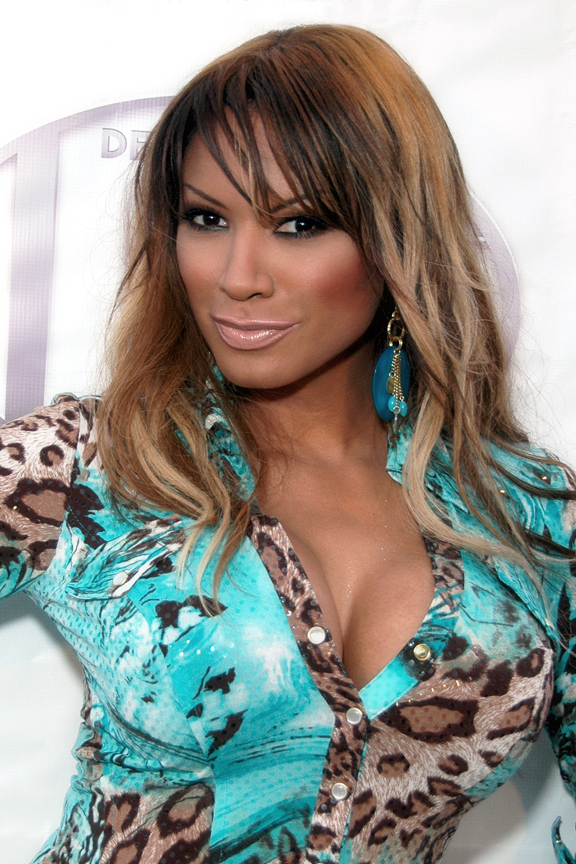
Traci Bingham (* 1968)

- Bingham, Walter Van Dyke (1880–1952), US-amerikanischer Angewandter Psychologe und Arbeitspsychologe
- Bingham, William (1752–1804), US-amerikanischer Politiker
- Bingisser, Oscar Sales (* 1958), Schweizer Schauspieler, Regisseur und Autor
- Bingler, Franz (1862–1951), Erfinder in der Chirurgie- und Orthopädiemechanik
- Bingler, Kurt (1888–1972), deutscher Sanitätsoffizier
- Bingley, Blanche (1863–1946), englische Tennisspielerin
- Bingley, Joanna Cornelia († 1869), niederländische Schauspielerin und Sängerin
- Bingley, Matthew (* 1971), australischer Fußballspieler
- Bingley, Norman (1863–1940), britischer Segler
- Bingmann, Holger (* 1961), deutscher Unternehmer
- Bingmann-Droese, Lotte (1902–1963), deutsche Malerin
- Bingner, Adrian (1830–1902), deutscher Jurist
- Bingo, Arnaud (* 1987), französischer Handballspieler
- Bingöl, Doğu (* 1995), türkischer Eishockeyspieler
- Bingöl, Ibrahim (* 1993), österreichischer Fußballspieler und -trainer
- Bingöl, Orhan (* 1946), türkischer Klassischer Archäologe
- Bingöl, Sait (* 1999), türkischer Eishockeyspieler
- Bingöl, Serdar (* 1996), deutsch-türkischer Fußballspieler
- Bingöl, Tayfur (* 1993), türkischer Fußballspieler
- Bingöl, Yavuz (* 1964), türkischer Volksmusiker und SchauspielerYavuz Bingöl (* 1964)

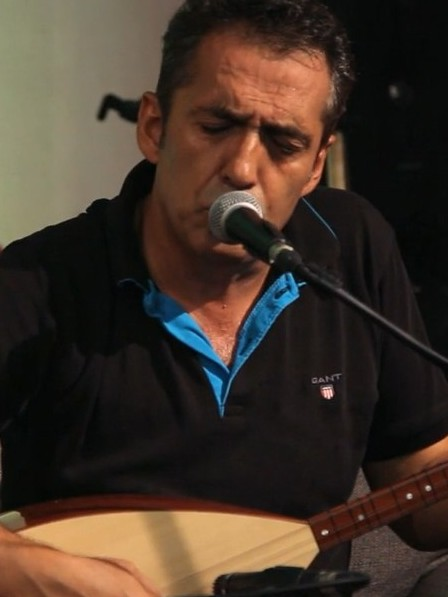
Yavuz Bingöl (* 1964)

- Bingold, Konrad (1886–1955), deutscher Mediziner (Internist)
- Bingre, Francisco Joaquim (1763–1856), portugiesischer Lyriker
- Bings, Herbert (1951–2011), deutscher Schlagzeuger und Bandleader der Jazz- und Unterhaltungsmusik
- Bingson, Amanda (* 1990), US-amerikanische Hammerwerferin
- Bingül, Birand (* 1974), deutscher Journalist und Schriftsteller
- Bingxin (1900–1999), chinesische Schriftstellerin

### Bini
- Bini Smaghi, Lorenzo (* 1956), italienischer Banker, Mitglied des Direktoriums der Europäischen Zentralbank
- Bini, Aldo (1915–1993), italienischer Radrennfahrer
- Bini, Alfredo (1926–2010), italienischer Filmproduzent
- Bini, Bino (1900–1974), italienischer Säbelfechter
- Bini, Bruno (* 1954), französischer Fußballtrainer
- Bini, Giacomo (1938–2014), italienischer Ordenspriester, Generalminister des Franziskanerordens
- Bini, Graziano (* 1955), italienischer Fußballspieler
- Bini, Joe (* 1963), US-amerikanischer Filmeditor und Drehbuchautor
- Bini, Pasquale (1716–1770), italienischer Violinvirtuose und Komponist
- Bini, Pierre (1923–1991), französischer Fußballspieler
- Bini, Walter (1930–1987), brasilianischer römisch-katholischer Ordensgeistlicher und Bischof von Lins
- Biniakounou, Archel Evrard (* 1993), kongolesischer Weitspringer
- Biniaris, Takis (* 1955), griechischer Sänger und Komponist
- Binias, Ninia (* 1983), deutsche Autorin, Poetry-Slammerin, Bloggerin und ModeratorinNinia Binias (* 1983)

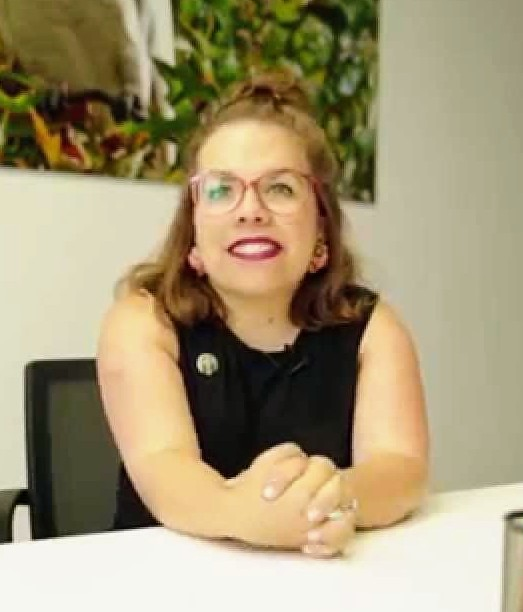
Ninia Binias (* 1983)

- Binias, Uwe (* 1956), deutscher Polizeipräsident
- Biniasch, Christine (* 1963), Schauspielerin
- Biniati, Taoriba (* 1995), kiribatische Amateurboxerin
- Binić, Dragiša (* 1961), jugoslawischer bzw. serbischer Fußballspieler
- Binici, Fırat (* 1985), türkischer Ringer
- Binički, Stanislav (1872–1942), jugoslawischer Komponist, Dirigent und Operndirektor
- Biniez, Adrián (* 1974), argentinischer Filmregisseur und Drehbuchautor
- Binini, Eugenio (* 1934), römisch-katholischer Bischof
- Binion, Jack (* 1937), US-amerikanischer Unternehmer
- Binion, Rudolph (1927–2011), US-amerikanischer Historiker
- Binion, Ted (1943–1998), US-amerikanischer Unternehmer und Pokerspieler
- Binius, Severin († 1641), Generalvikar in Köln
- Binizo, Graf von Merseburg

### Bink
- Bink, Dionys (1886–1966), deutscher Kommunalpolitiker (CSU)
- Bink, Jola (* 1964), niederländische Judoka
- Bink, Karl Wilhelm (1887–1953), deutscher Gymnasiallehrer, Gründer einer niederdeutschen Bühne in Königsberg
- Binkau, Guido (1900–1969), österreichischer Komponist, Dirigent und Musikpädagoge
- Binkau, Karl (1836–1896), deutscher evangelischer Geistlicher und Autor
- Binke, Frank (* 1968), deutscher Musiker
- Binke, Gerald (1955–1994), deutscher Tänzer
- Binke, Hanna (* 1999), deutsche Nachwuchsschauspielerin
- Binke, Steffen (* 1972), deutscher Fußballspieler
- Binkele, Conrad C. (1867–1942), amerikanischer Prediger, Herausgeber und Autor, Mitbegründer der Freien Bibelforscher
- Binkerd, Gordon (1916–2003), US-amerikanischer Komponist und Musikpädagoge
- Binkert, Christoph, Schweizer Radiologe
- Binkert, Dörthe (* 1949), deutsche Verlagslektorin und Schriftstellerin
- Binkert, Herbert (1923–2020), deutscher Fußballspieler und -trainer
- Binkert, Hermann (* 1964), deutscher Politiker (CDU), Staatssekretär in Thüringen (2008–2009)Hermann Binkert (* 1964)

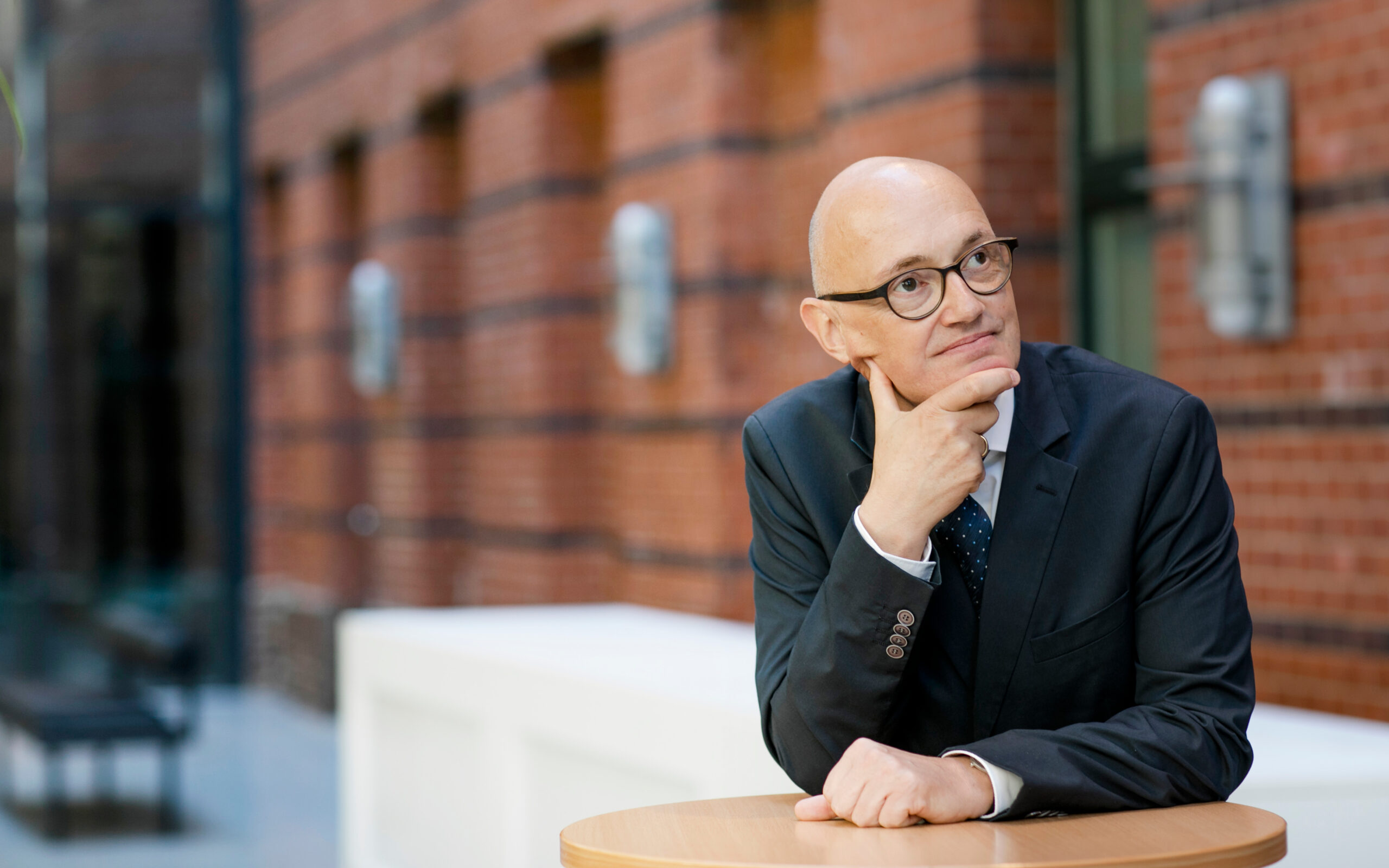
Hermann Binkert (* 1964)

- Binkert, Markus (* 1972), Schweizer Manager
- Binkley, Thomas (1931–1995), US-amerikanischer Lautenist, Musikwissenschaftler und Spezialist für Alte Musik
- Binkofski, Ferdinand (* 1962), deutscher Neurologe und Hochschullehrer
- Binkovski, Peter (* 1972), slowenischer Fußballspieler
- Binkowski, Bernhard (1912–2002), deutscher Musikpädagoge
- Binkowski, Johannes (1908–1996), deutscher Journalist, Publizist und Zeitungsverleger, Statthalter des Ritterorden vom Heiligen Grab zu Jerusalem
- Binks, Les (1951–2025), britischer SchlagzeugerLes Binks (1951–2025)

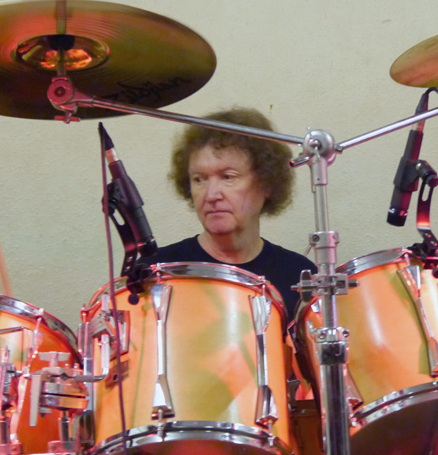
Les Binks (1951–2025)

### Binl
- Binlah Sonkalagiri (* 1965), thailändischer Schriftsteller

### Binn
- Binna, Theodor (* 1956), österreichischer Politiker (SPÖ), Mitglied des Bundesrates
- Binnebesel, Bruno (1902–1944), deutscher römisch-katholischer Geistlicher und NS-Opfer
- Binneman, Dirkie (1918–1959), südafrikanischer Radrennfahrer
- Binneman, Hennie (1914–1968), südafrikanischer Bahnradsportler
- Binnendijk, Marlijn (* 1986), niederländische Radrennfahrerin
- Binnenkade, Alexandra (* 1969), Schweizer Historikerin
- Binner, Hartmut F. (* 1944), deutscher Ingenieurwissenschaftler
- Binner, Hermes (1943–2020), argentinischer Mediziner und Politiker
- Binner, Jens (* 1965), deutscher Historiker, Autor und Herausgeber, Leiter einer Organisation
- Binner, Walther (1891–1971), deutscher Schwimmer
- Binnewies, Henning (* 1950), deutscher Politiker (SPD)
- Binnewies, Jörg (* 1950), deutscher Arzt und Sanitätsoffizier im Generalsrang
- Binnewies, Michael (1947–2022), deutscher Chemiker
- Binnewies, Ralf (* 1957), deutscher Maler
- Binney, Constance (1896–1989), US-amerikanische Schauspielerin der Stummfilmära
- Binney, David (* 1961), US-amerikanischer Jazz-Saxophonist
- Binney, Edward William (1812–1881), britischer Geologe und Paläobotaniker
- Binney, Edwin (1866–1934), US-amerikanischer Erfinder
- Binney, Faire (1900–1957), US-amerikanische Schauspielerin der Stummfilmära
- Binney, George (1900–1972), britischer Polarforscher
- Binney, Horace (1780–1875), US-amerikanischer Politiker
- Binney, Hugh (1883–1953), britischer Admiral und Gouverneur von Tasmanien
- Binney, James (* 1950), britischer theoretischer Physiker und Astrophysiker
- Binney, Judith (1940–2011), neuseeländische Historikerin
- Binney, William (* 1943), US-amerikanischer Whistleblower
- Binni, Walter (1913–1997), italienischer Politiker und Literaturwissenschaftler, Romanist und Italianist
- Binnie, Brian (1953–2022), US-amerikanischer Testpilot
- Binnie, Christopher (* 1989), jamaikanischer Squashspieler
- Binnie, William (* 1958), US-amerikanischer Unternehmer und Autorennfahrer
- Binnig, Gerd (* 1947), deutscher Physiker und Nobelpreisträger
- Binning, Darin (* 1966), US-amerikanischer Biathlet
- Binning, Jimmy (* 1927), schottischer Fußballspieler
- Binninger, Annette (* 1968), deutsche Journalistin
- Binninger, Christoph (* 1964), deutscher Priester und Theologe
- Binninger, Clemens (* 1962), deutscher Politiker (CDU), MdB und Hochschullehrer
- Binninger, Dieter (1938–1991), deutscher Erfinder
- Binnington, Jordan (* 1993), kanadischer Eishockeytorwart
- Binnington, Max (* 1949), australischer Hürdenläufer
- Binnius, Heinrich (1610–1665), deutscher Rechtswissenschaftler
- Binns, Edward (1916–1990), US-amerikanischer Bühnen-, Film- und FernsehschauspielerEdward Binns (1916–1990)

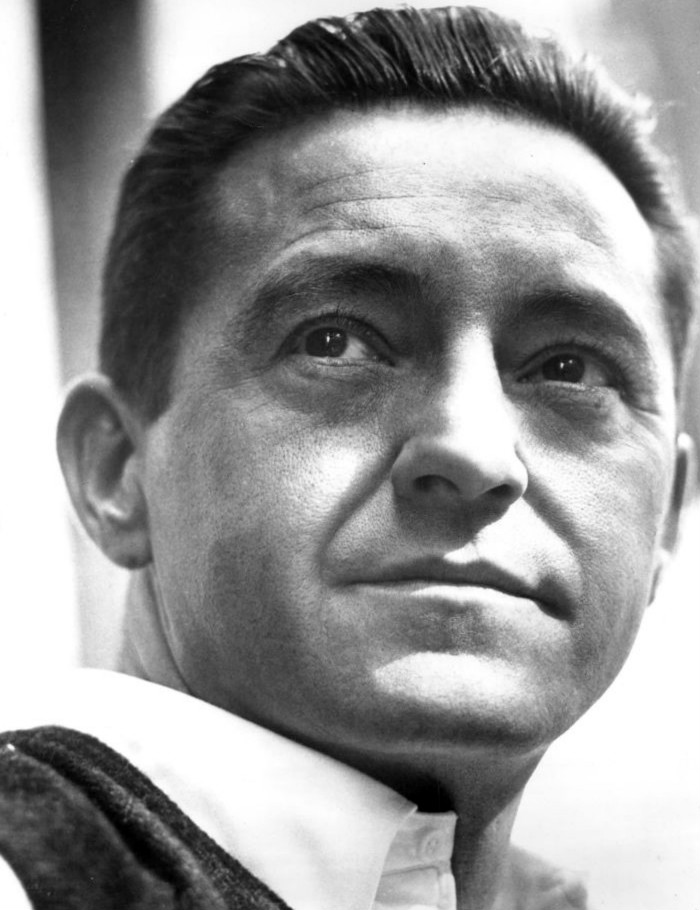
Edward Binns (1916–1990)

- Binns, Graham, britischer Heeresoffizier, Generalmajor
- Binns, Jack (1884–1959), britischer Schiffsfunker
- Binns, James Wallace (* 1940), britischer Philologe für Mittellatein
- Binns, Jethro (* 1984), walisischer Squashspieler
- Binns, Niall (* 1965), englischer Dichter
- Binns, Pat (* 1948), kanadischer Politiker und Diplomat
- Binns, Vivienne (* 1940), australische Malerin
- Binnun, Oded (* 1975), israelischer Filmemacher

### Bino
- Bino (1953–2010), italienischer Schlagersänger
- Binobagira, Beni Bertrand (* 1989), burundischer Schwimmer
- Binoche, Juliette (* 1964), französische SchauspielerinJuliette Binoche (* 1964)

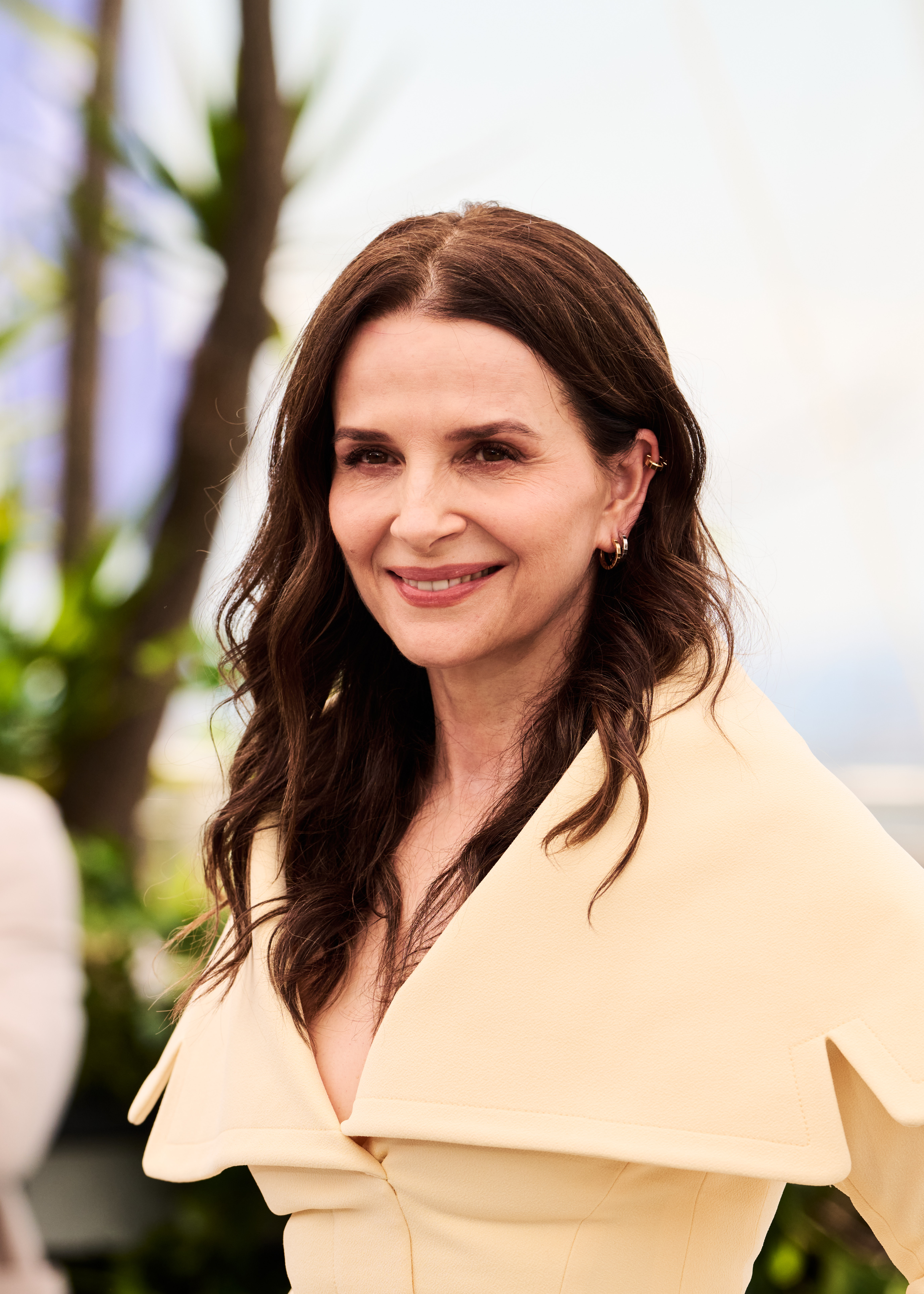
Juliette Binoche (* 1964)

- Binoche, Léon (1878–1962), französischer Rugbyspieler
- Binoit, Peter († 1632), deutscher Stilllebenmaler
- Binot, Jean (1911–1982), französischer Politiker, Mitglied der Nationalversammlung
- Binot, Louis-François (1771–1807), französischer Brigadegeneral
- Binota, Dhamai, bangladeschischer Menschenrechtsexperte
- Binotto, Johannes (* 1977), Schweizer Kultur- und Medienwissenschaftler
- Binotto, Mattia (* 1969), italienischer IngenieurMattia Binotto (* 1969)

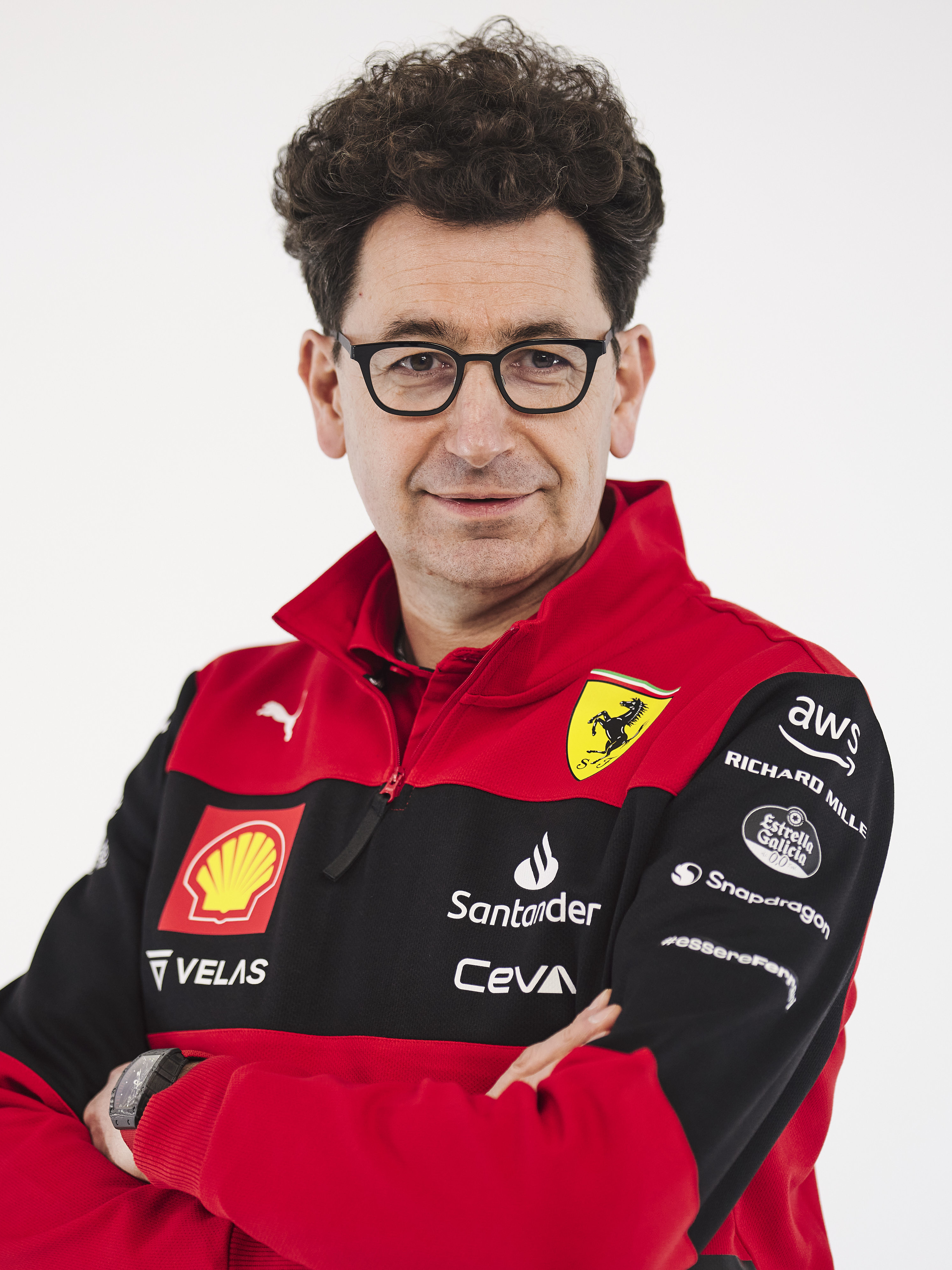
Mattia Binotto (* 1969)

- Binotto, Thomas (* 1966), Schweizer katholischer Journalist, Chefredaktor, Publizist, Filmkritiker und Referent
- Biňovec, František († 1965), österreichisch-tschechoslowakischer Politiker, Mitglied des Österreichischen Abgeordnetenhauses und des Tschechoslowakischen Abgeordnetenhauses

### Binr
- Binroth, Wilhelm (1891–1964), deutscher Genre- und Landschaftsmaler

### Bins
- Binsack, Evelyne (* 1967), Schweizer Bergführerin, Helikopterpilotin und Abenteurerin
- Binsar, Halomoan Edwin (* 2000), indonesischer Hürdenläufer
- Binsbergen, Corrie van (* 1957), niederländische Jazz- und Crossover-Gitarristin
- Binsch, Gerhard (1934–1993), deutscher Chemiker
- Binser, Helmut A. (* 1980), deutscher Musikkabarettist
- Binsfeld, Connie (1924–2014), US-amerikanische Politikerin
- Binsfeld, Madeleine (1947–2020), Kinderdarstellerin
- Binsfeld, Peter († 1598), Weihbischof in Trier und Hexentheoretiker
- Binsfeld, Wolfgang (1928–2011), deutscher Klassischer und Provinzialrömischer Archäologe
- Binski, Sigurd (1923–1993), deutscher Psychologe und Journalist
- Binsky, Drew (* 1991), US-amerikanischer Reiseblogger und -vlogger
- Binsteiner, Alexander (* 1956), deutscher Geoarchäologe
- Binstock, Josh (* 1981), kanadischer Beachvolleyballspieler
- Binswanger, Christine (* 1964), Schweizer Architektin
- Binswanger, Daniel (* 1969), Schweizer Journalist
- Binswanger, Hans Christoph (1929–2018), Schweizer Ökonom
- Binswanger, Hans-Ruedi (1952–2022), Schweizer Schauspieler und Schriftsteller
- Binswanger, Harry (* 1944), US-amerikanischer Philosoph und Schriftsteller
- Binswanger, Kurt (1887–1981), Schweizer Psychiater und Psychoanalytiker
- Binswanger, Ludwig (1881–1966), Schweizer Psychiater und Autor
- Binswanger, Ludwig der Ältere (1820–1880), deutsch-schweizerischer Psychiater
- Binswanger, Mathias (* 1962), Schweizer ÖkonomMathias Binswanger (* 1962)

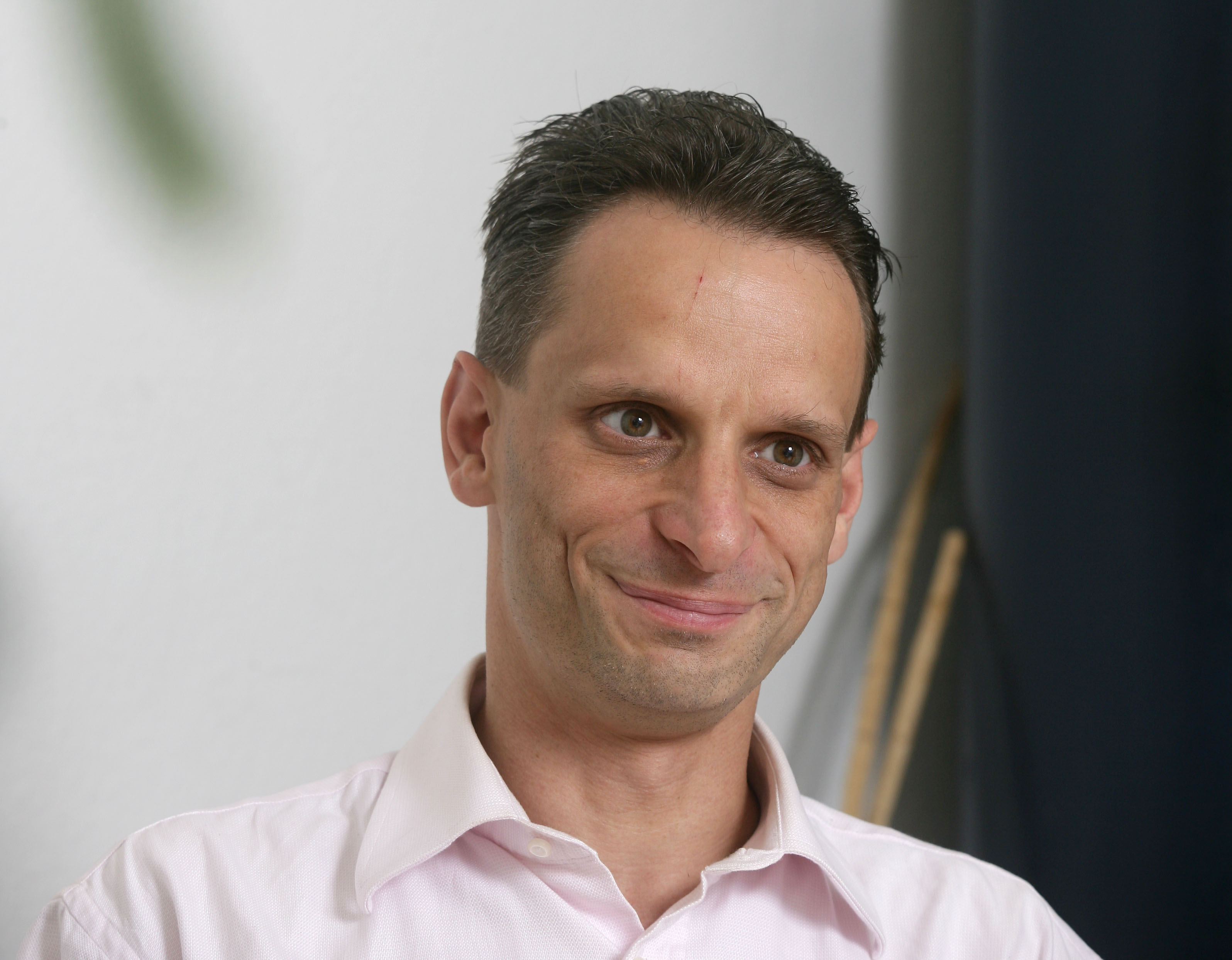
Mathias Binswanger (* 1962)

- Binswanger, Michèle (* 1972), Schweizer Journalistin, Autorin und Bloggerin
- Binswanger, Otti (1896–1971), deutsche Schriftstellerin
- Binswanger, Otto (1852–1929), Schweizer Psychiater und Neurologe
- Binswanger, Otto Saly (1854–1917), deutsch-amerikanischer Chemiker und Toxikologe
- Binswanger, Paul (1896–1961), deutscher Literaturwissenschaftler und Essayist
- Binswanger, Ralf (* 1940), Schweizer Psychiater, Psychoanalytiker, Sexualwissenschaftler
- Binswanger, Robert (1850–1910), Schweizer Psychiater
- Binswanger, Wolfgang (1914–1993), Schweizer Psychiater und Psychoanalytiker
- Binswanger-Mkhize, Hans Peter (1943–2017), Schweizer Agrarökonom

### Bint
- Bint, Henri (1851–1929), französischer Geheimagent
- Binta, Fatmata, sierra-leonische Köchin
- Bintanat, altägyptische Königin, Tochter des Pharaos Ramses II.
- Bintener, Joseph (1917–1998), luxemburgischer Radsportler
- Binter, Hilmar (1884–1951), deutscher Künstler, Puppenspieler und Unternehmer
- Binterim, Anton Joseph (1779–1855), deutscher römisch-katholischer Geistlicher und Kirchenhistoriker, Abgeordneter in der Preußischen Nationalversammlung
- Binti Slamet, Winarni (* 1975), indonesische Gewichtheberin
- Bintia (* 1978), deutsche Sängerin
- Bintig, Ilse (1924–2014), deutsche Schriftstellerin
- Bintim, Charles (* 1964), ghanaischer Politiker, Staatsminister im Büro des Präsidenten in Ghana
- Binting, Knut (* 1956), deutscher Radrennfahrer, nationaler Meister im Radsport
- Bintliff, John (* 1949), britischer Prähistoriker
- Bintz, Brigitte (* 1968), luxemburgische Bühnenschauspielerin, Bühnenregieassistentin, Gemeindebeamtin, Flötistin, Moderatorin und Stadionansagerin
- Bintz, Daniel (* 1970), luxemburgischer Radrennfahrer
- Bintz, Julius (1843–1891), deutscher Gymnasiallehrer, Schulleiter und Autor
- Bintz, Katharina (* 1987), luxemburgische Schauspielerin und Filmemacherin
- Bintz, Peter Udo (1937–2007), deutscher Verleger und Herausgeber
- Bintz, Robert (* 1930), luxemburgischer Radsportler
- Bintz, Udo (1903–1979), deutscher Verleger und Herausgeber

### Binu
- Binus, Karl-Heinz (* 1954), deutscher Politiker (CDU), MdV, MdL, Präsident des Sächsischen Rechnungshofes
- Binus, Paul (1901–1981), deutscher Politiker (NSDAP), MdR, MdL

### Biny
- Binya, Gilles (* 1984), kamerunischer Fußballspieler
- Binyon, Claude (1905–1978), US-amerikanischer Drehbuchautor und Filmregisseur
- Binyon, Laurence (1869–1943), britischer Dichter, Dramatiker und Kunsthistoriker

### Binz
- Binz, Arthur (1868–1943), deutscher Chemiker und Hochschullehrer
- Binz, August (1870–1963), Schweizer Botaniker
- Binz, Carl (1832–1913), deutscher Pharmakologe und Medizinhistoriker
- Binz, Dorothea (1920–1947), deutsche Oberaufseherin im KZ Ravensbrück
- Binz, Fidel (1850–1920), deutscher Bildhauer
- Binz, Franz (1896–1965), deutscher Politiker (NSDAP), MdR
- Binz, Gerhard Ludwig (1895–1963), deutscher Jurist, Schriftsteller und NS-Propagandist
- Binz, Gustav (1849–1937), deutscher Politiker (Nationalliberale Partei)
- Binz, Gustav (1865–1951), Schweizer Philologe und Bibliothekar
- Binz, Hermann (1876–1946), deutscher Bildhauer und Keramiker
- Binz, Katharina (* 1983), deutsche Politikerin (Bündnis 90/Die Grünen), Landesvorsitzende Bündnis 90/Die Grünen Rheinland-Pfalz 2013–2017, Mitglied des rheinland-pfälzischen Landtags seit 2017
- Binz, Leo (1900–1979), US-amerikanischer römisch-katholischer Geistlicher, Erzbischof von Saint Paul and Minneapolis
- Binz, Manfred (* 1965), deutscher FußballspielerManfred Binz (* 1965)

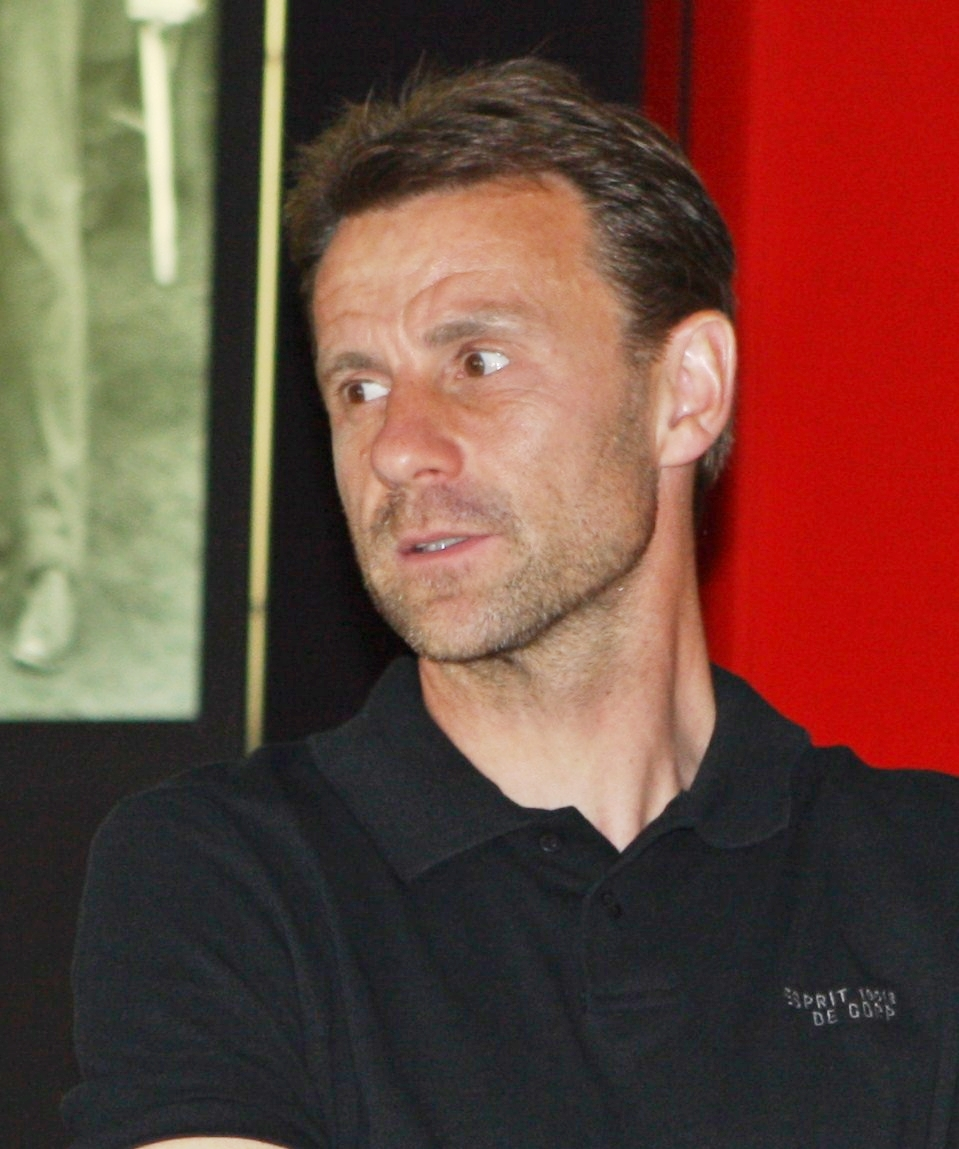
Manfred Binz (* 1965)

- Binz, Mark (* 1949), deutscher Rechtswissenschaftler
- Binz, Michael (* 1987), deutscher Filmemacher
- Binz, Otto (1869–1955), deutscher Künstler, Lithograf
- Binz, Peter (1901–1985), deutscher Politiker (NSDAP), Kreisleiter von Düren
- Binz, René (1902–1989), Schweizer Politiker und Staatskanzler des Kantons Freiburg
- Binz, Rudolf (1887–1945), deutscher Kommunalpolitiker
- Binz, Tita (1903–1970), deutsche Photographin
- Binz-Blanke, Erika (* 1933), deutsche Grafikdesignerin, Illustratorin, Ausstellungsdesignerin, Medailleurin und Münzgestalterin
- Binz-Winiger, Elisabeth (1890–1981), Schweizer Frauenrechtlerin
- Binzel, Richard P. (* 1958), US-amerikanischer Astronom
- Binzer, August Daniel von (1793–1868), deutscher Dichter, Journalist und Urburschenschafter
- Binzer, Carl August Ludwig von (1823–1903), deutscher Forstmeister
- Binzer, Carl von (1824–1902), deutscher Maler in Österreich
- Binzer, Corinna (* 1967), deutsche Schauspielerin und BuchautorinCorinna Binzer (* 1967)

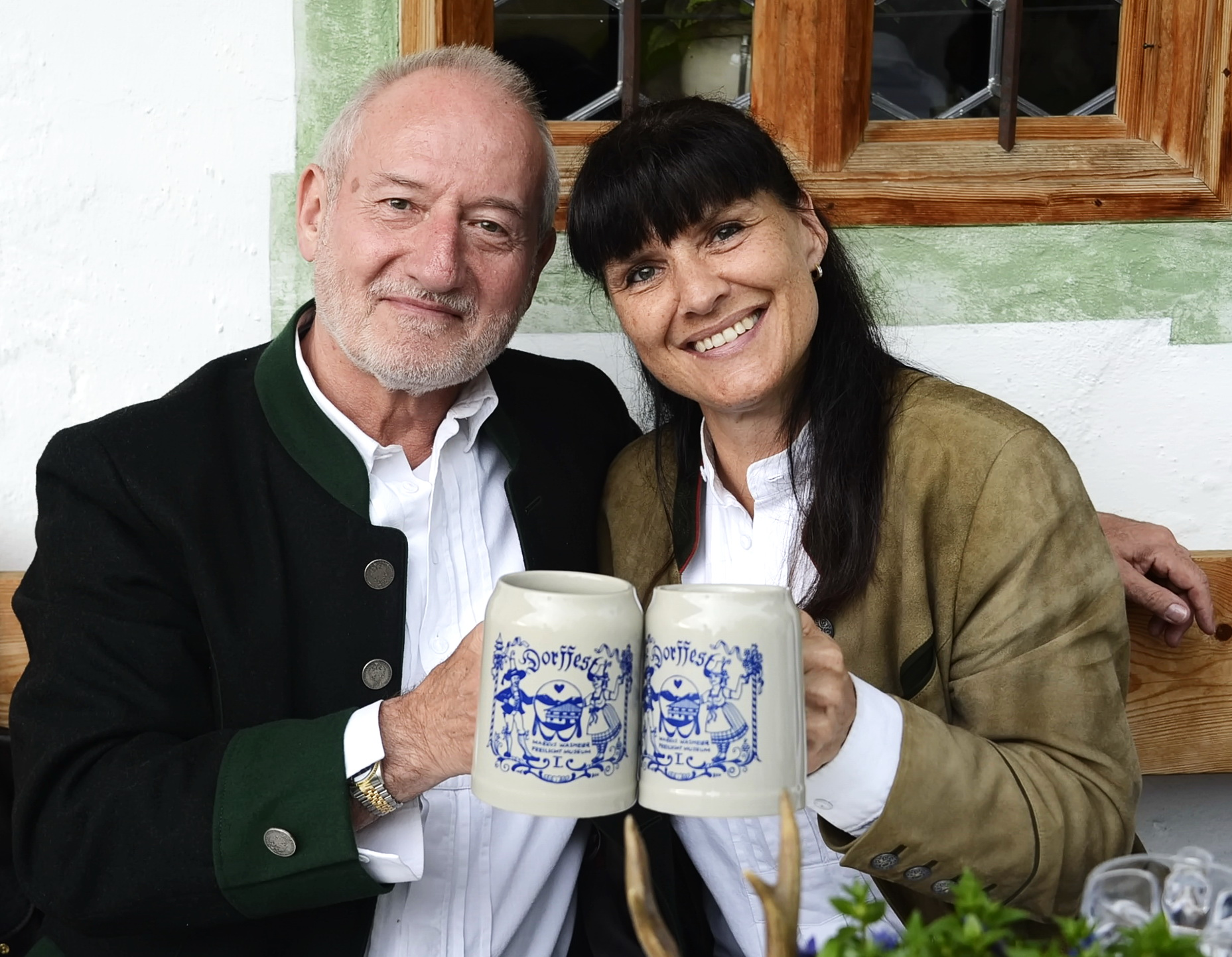
Corinna Binzer (* 1967)

- Binzer, Emilie von (1801–1891), deutschsprachige Schriftstellerin
- Binzer, Joseph (* 1955), US-amerikanischer römisch-katholischer Geistlicher, emeritierter Weihbischof in Cincinnati
- Binzer, Michael (* 1969), dänisch-grönländischer Skilangläufer, Manager und Unternehmer